# Bob Dylan

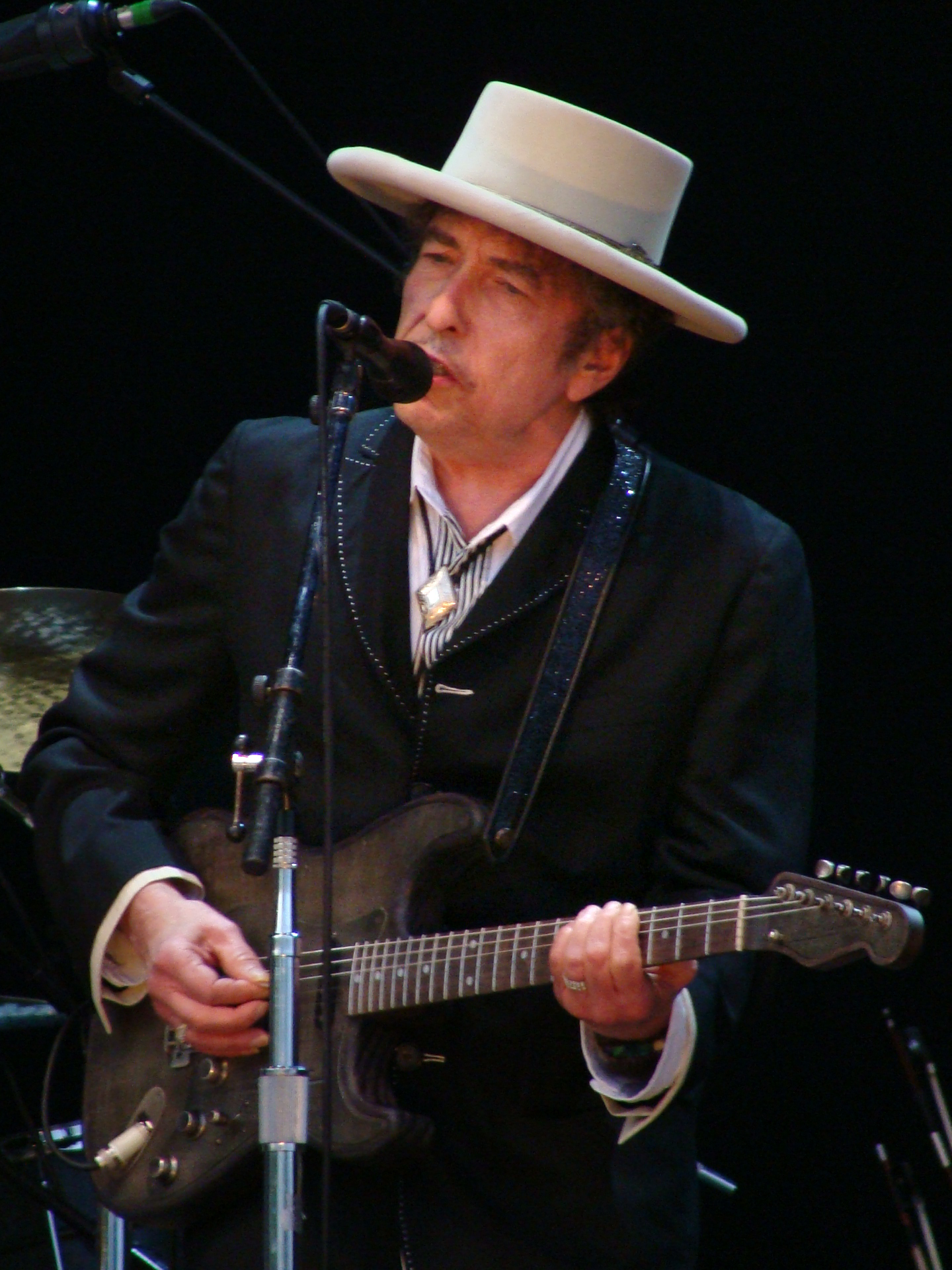
Bob Dylan (2010)

Bob Dylan (* 24. Mai 1941 als Robert Allen Zimmerman in Duluth, Minnesota) ist ein US-amerikanischer Singer-Songwriter und Lyriker. Er spielt Gitarre, Mundharmonika, Orgel und Klavier. Nach ersten Erfolgen mit Folk wandte er sich Mitte der 1960er Jahre der Rockmusik zu, schöpfte aber im Laufe seiner Karriere auch aus anderen Musiktraditionen wie Country, Blues, Gospel und dem Great American Songbook. Er gilt als einer der einflussreichsten Musiker des 20. Jahrhunderts.
Dylans Texte im Verbund mit der musikalischen Darbietung und Aufführungspraxis zeichnen sich durch vielschichtige Bezugsebenen aus, in denen Hoch- und Populärkultur aufeinandertreffen. 2016 erhielt er „für seine poetischen Neuschöpfungen in der großen amerikanischen Songtradition“ als erster Musiker den Nobelpreis für Literatur. Daneben betätigt er sich auch als Zeichner, Maler und Bildhauer.
In sein Werk eingewoben sind Reverenzen auf zahlreiche Personen der amerikanischen und europäischen Musik- und Literaturgeschichte, darunter beispielsweise Hank Williams, James Joyce, Woody Guthrie, Ovid, Merle Haggard, William Shakespeare, Jerry Lee Lewis, Arthur Rimbaud, John Lennon, Homer, Billy Joe Shaver, Petrarca oder Frank Sinatra. Sowohl das in der Kombination vielfältiger Traditionslinien sehr eigenständige, erfindungsreiche Werk Dylans als auch seine rätselbehaftete Persönlichkeit führten zu einer umfangreichen kulturellen und geisteswissenschaftlichen Rezeption.

## Leben

### Kindheit und Jugend

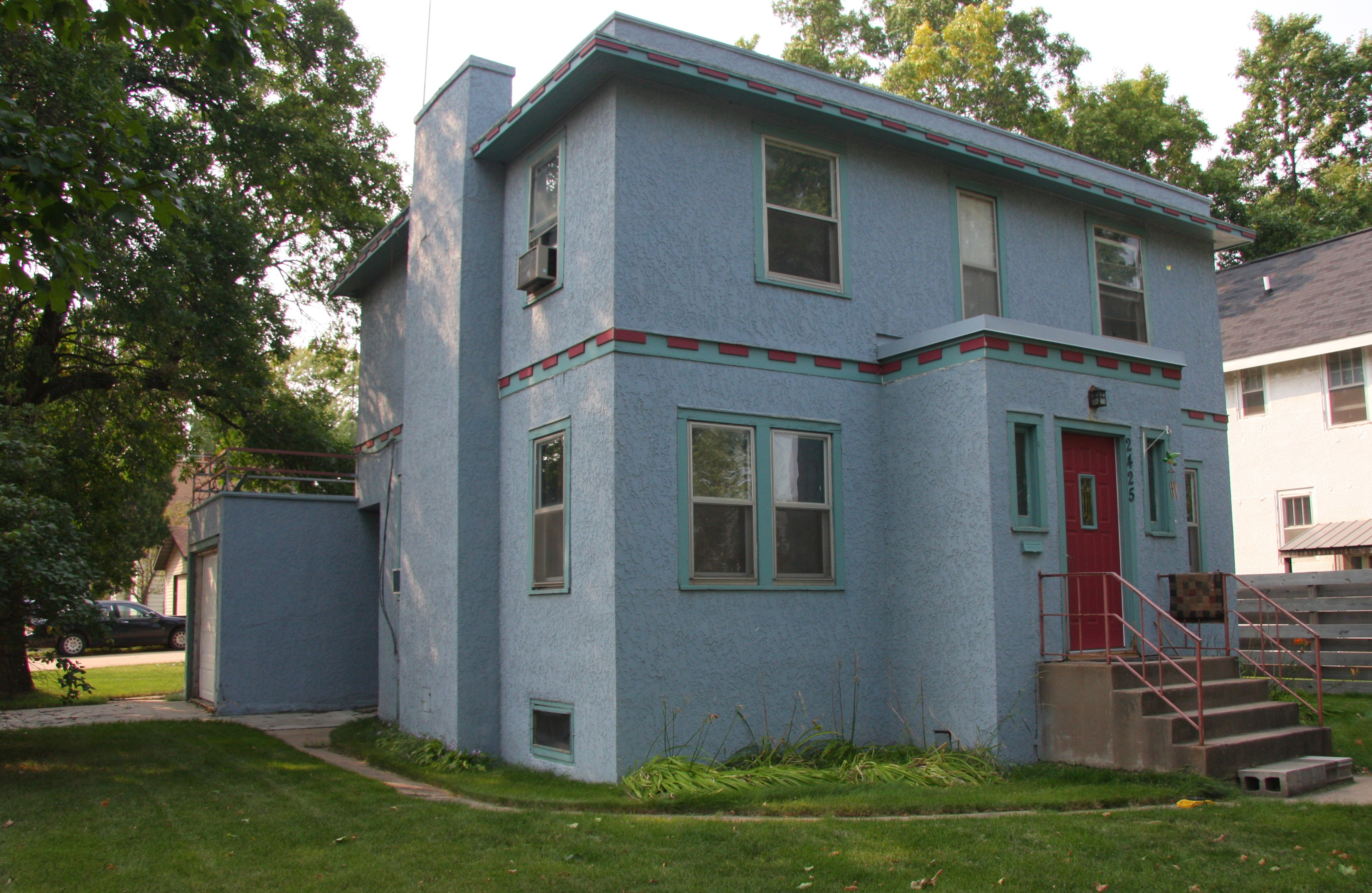
Dylans Elternhaus in Hibbing (7th Avenue East, No. 2425)

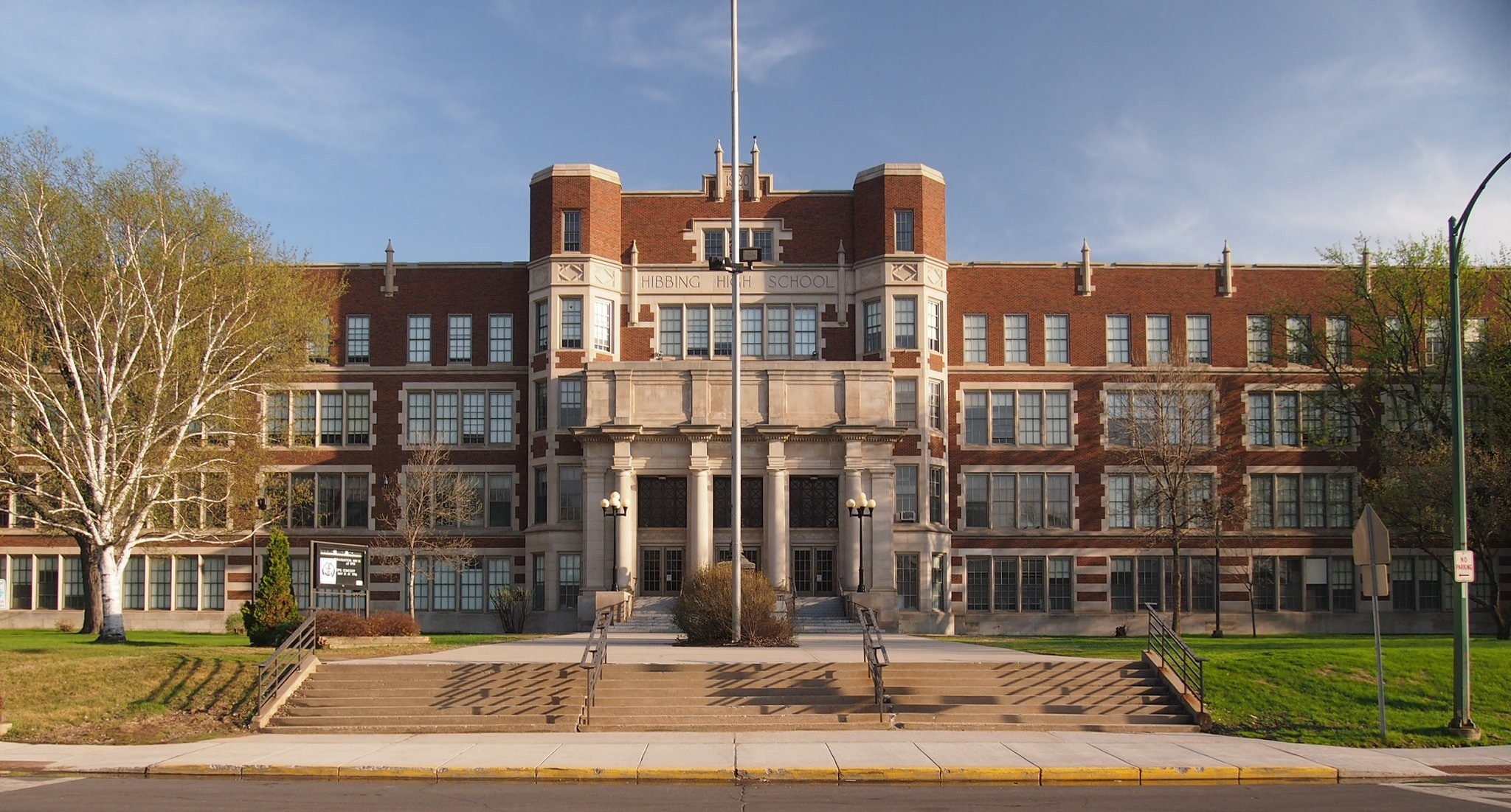
Das Hauptgebäude der Hibbing High School

Robert „Bob“ Zimmerman wurde am 24. Mai 1941 im St. Mary’s Hospital in Duluth, Minnesota, geboren und ist der älteste Sohn einer liberalen jüdischen Familie. Seine Eltern Abraham „Abe“ Zimmerman (1911–1968) und Beatrice „Beatty“ Stone (1915–2000) waren die Nachfahren türkisch-, litauisch- und ukrainisch-jüdischer Immigranten, die 1902 bzw. 1905 aus Odessa in die Vereinigten Staaten eingewandert waren und sich im Mittleren Westen niedergelassen hatten.
Nachdem Vater „Abe“ an Kinderlähmung erkrankte, verlor er seine Stelle als leitender Angestellter der American Oil Company und mit der Geburt des zweiten Sohnes David Benjamin (* 1946) geriet die Familie in wirtschaftliche Schwierigkeiten. Um einer drohenden Verarmung zu entgehen, entschlossen sich die Zimmermans zu einem Ortswechsel und zogen 1947 zu den Großeltern mütterlicherseits nach Hibbing. Der Vater stieg nach seiner Genesung in den Elektro- und Haushaltswarenladen seiner beiden Brüder ein. Wenn die Kunden ihre Schulden nicht zurückzahlen konnten, übertrug Abraham seinem ältesten Sohn gelegentlich die ungeliebte Aufgabe, die Ware wieder zurückzuholen.
Die Kleinstadt Hibbing liegt im Norden Minnesotas auf der Mesabi Iron Range, eine Gegend, die durch den intensiven Tagebau und die Hull-Rust-Mahoning-Mine dominiert wird. Die karge Landschaft prägte den jungen Robert:

„Flüsse, Wälder, endlose Weiten, es ist eine raue Gegend, die mich wild und einsam werden ließ. Im Winter war es acht Monate lang vollkommen still. Ich habe halluzinogene Erfahrungen gemacht, wenn ich nur aus dem Fenster blickte.“

Die Familie bezog ein Haus in einer ruhigen Wohngegend der Mittelschicht, und Robert („Bobby“) erlebte eine normale Kindheit in geordneten Verhältnissen. Der introvertierte Junge war ein passionierter Radiohörer, der schon früh eine Vorliebe für Musik erkennen ließ. Zuerst zogen ihn die Country- und Rhythm-and-Blues-Sender aus dem Süden an, dann als Teenager hauptsächlich der populäre Rock ’n’ Roll. Die Eltern förderten die Musikbegeisterung ihres Sohnes, der als Zehnjähriger unter Anleitung eines Cousins mit dem Klavierspiel begann, bevor er zur Gitarre wechselte. Das Instrument brachte er sich selbst bei. Robert spielte die Standards seiner ersten musikalischen Vorbilder wie Hank Williams, Muddy Waters, Howlin’ Wolf, Chuck Berry und Elvis Presley nach. Besonderen Eindruck hinterließen die frühen Stücke von Elvis Presley, dessen Version von Blue Moon of Kentucky er sich beibrachte und noch bis 1999 auf Konzerten spielte. Neben der Musik galt sein Interesse der Literatur und schon als Jugendlicher begeisterte er sich für die Werke des Autors John Steinbeck (v. a. Früchte des Zorns). Er selbst schrieb auch eigene Gedichte.

„Ich wollte immer schon Gitarrist und Sänger sein. Seit ich zehn, elf oder zwölf war, war dies das einzige, was mich interessierte … Henrietta war die erste Rock-’n’-Roll-Platte, die ich hörte.“

Als Schüler an der Hibbing High School traf Robert („Zimmy“) auf Gleichgesinnte und war Mitglied der Gesangsgruppe The Jokers. 1956 gründete er mit zwei Schulfreunden The Golden Chords, die in der elterlichen Garage die Stücke bekannter Musiker nachspielten. Angetrieben durch die Ablehnung der in Hibbing herrschenden Konformität imitierte Robert seine musikalischen Vorbilder und begann mit seiner Formation bei Talentwettbewerben oder Schulfesten erste Live-Erfahrungen zu sammeln. Mit ihren rohen und ungeschliffenen Rock-’n’-Roll-Coverversionen hatten die Golden Chords bei den Gleichaltrigen der Stadt Erfolg.
Am 31. Januar 1959 besuchte er in Duluth ein Konzert von Buddy Holly, der drei Tage später bei einem Flugzeugabsturz das Leben verlor. Das Ereignis schilderte er als lebensverändernd, da sich sein Karriereplan, selbst ein Rock-’n’-Roll-Star zu werden, immer deutlicher darstellte. Nach dem High-School-Abschluss schrieb Robert Zimmerman ins Jahrbuch, er würde die Schule verlassen, um Little Richard zu folgen.
Tatsächlich wollte der ungeduldige 18-Jährige die provinzielle Enge seiner ländlichen Heimat verlassen und zeigte keine Neigung, in das Familiengeschäft einzusteigen. Als er im Sommer 1959 einige Wochen einem Gelegenheitsjob als Aushilfskellner in Fargo nachging, freundete er sich mit dem Rock ’n’ Roller Bobby Vee an. Dieser konnte bereits lokale Erfolge vorweisen, und unter dem Pseudonym Elston Gunn absolvierte Robert zwei Auftritte als Pianist in dessen Begleitband The Shadows. Da sich die Gruppe jedoch weder ein eigenes Klavier noch ein neues Bandmitglied leisten konnte, war das Engagement nur von kurzer Dauer.

### Entdeckung des Folk und Wandlung zu „Bob Dylan“

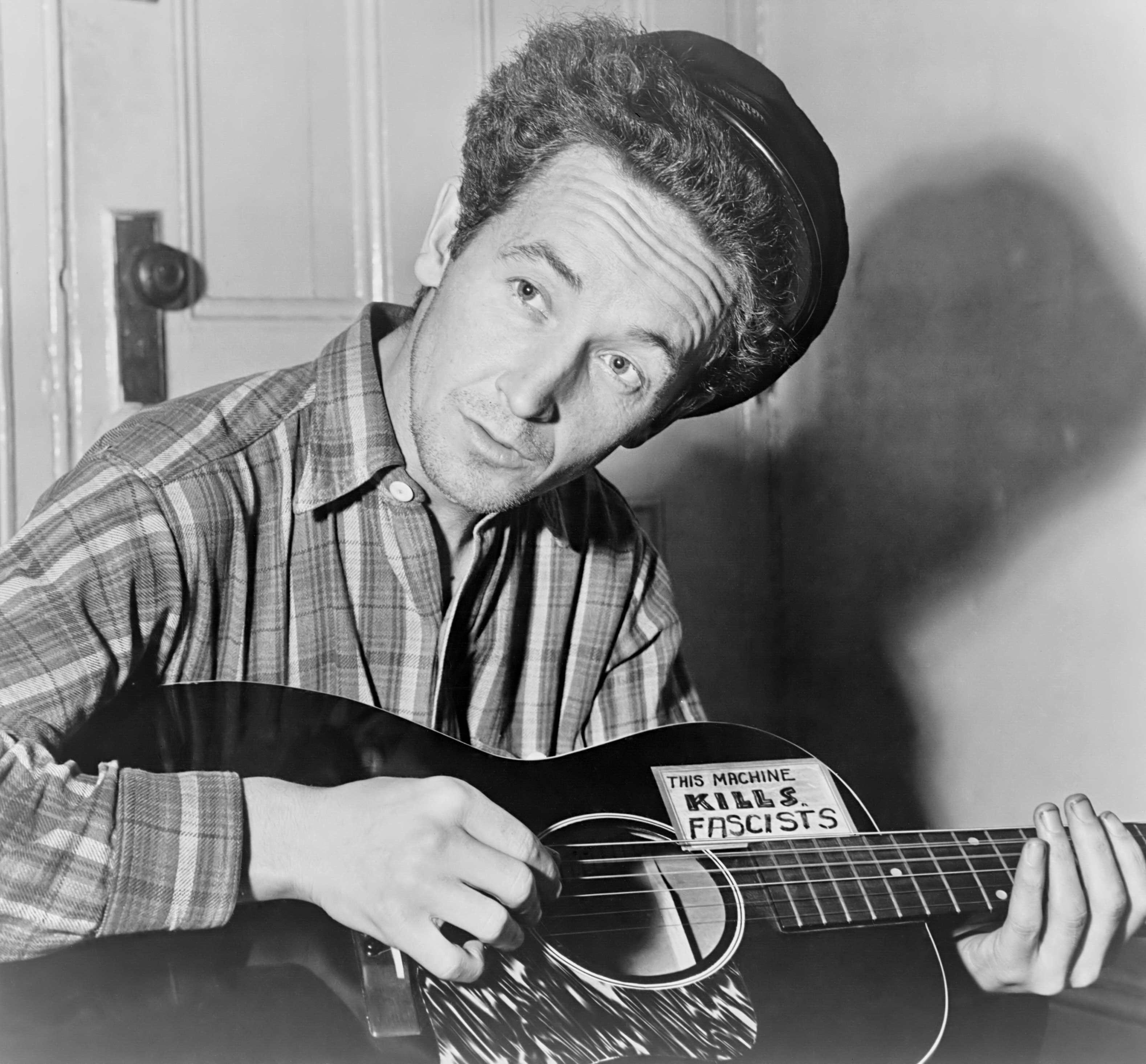
Woody Guthrie, 1943

Zimmerman verließ nach eigenen Angaben sein Elternhaus in der „Wildnis“ und schrieb sich im September 1959 für ein Studium der Kunstwissenschaften an der University of Minnesota ein. In Minneapolis bezog er vorübergehend ein Zimmer im Verbindungshaus der jüdischen Studentenverbindung Sigma Alpha Mu. Als Student besuchte er allerdings kaum Lehrveranstaltungen, sondern verbrachte seine Zeit lieber in den Plattenläden oder Bars des Bohème-Viertels Dinkytown.
In seiner neuen Umgebung stieg er über die Sängerin Odetta immer intensiver in die aufstrebende Folkszene ein. Zimmerman verlor das Interesse an Rock ’n’ Roll und beschäftigte sich eingehend mit dem Sänger und Bürgerrechtler Woody Guthrie. Guthrie war ein Okie, der im Stil des Talking Blues (Sprechgesang) einprägsame Balladen über Armut und Dürre des Dust Bowl verfasst hatte und während der Great Depression zu einem Idol der Gewerkschaftsbewegung aufgestiegen war. Angetrieben durch seine Begeisterung für Guthries Authentizität und dessen Technik, einen Folkstandard mit eigenen Texten und veränderter Phrasierung zu modifizieren, eignete er sich diese Kunstform selbst an und imitierte sein Vorbild bis in kleinste Details.
Er kombinierte Akustikgitarre und Mundharmonika mit seinem nasalen Gesang und versuchte sich selbst als Folksänger zu etablieren, indem er keine Gelegenheit ausließ, um in den Clubs der Stadt aufzutreten. Bei Open-Mic-Abenden im Künstlerlokal The Ten O’Clock Scholar hinterließ er mit seinen Guthrie-Imitationen jedoch keinen bleibenden Eindruck. Im Wesentlichen bestand sein Repertoire aus Guthrie-Liedern und Standards, das er jedoch stetig um Songs von Pete Seeger, Cisco Houston, Odetta und Leadbelly erweiterte.
In dieser Phase legte er sich schließlich das Pseudonym Bob Dylan zu, dessen Entstehung er selbst immer wieder unterschiedlich begründet. So liefert Robert Shelton in seiner Biografie No Direction Home eine Rekonstruktion, nach der sich der junge Robert Zimmerman an der Figur des Matt Dillon aus der Fernsehserie Rauchende Colts orientierte, die Schreibweise aber extravagant variierte. Eine andere Version besagt, dass sich der Name an den walisischen Dichter Dylan Thomas anlehnt, den er bewunderte und von dem er einige Bücher besaß. Er hat auch schon behauptet, der Name sei ihm einfach so eingefallen. In seinem autobiographischen Buch Chronicles, Volume One schreibt Dylan von einer Abwandlung von „Robert Allen“ (seinen beiden Vornamen) über „Robert Allyn“ über „Robert Dylan“ schließlich zu „Bob Dylan“. Der walisische Dichter Dylan Thomas sei dabei ein mehr oder weniger zufälliger Namenspate: „Einige Zeit später stieß ich dann zufällig auf ein paar Gedichte von Dylan Thomas.“ Offiziell änderte Robert Zimmerman seinen Namen in Bob Dylan erst am 2. August 1962.
Die Beschreibung des Lebens als Wanderarbeiter in Guthries Biografie Bound for Glory und der Roman On the Road von Jack Kerouac wurden zum Vorbild der künstlerischen Identität des jungen Bob Dylan. Ihn drängte es zunehmend aus dem Mittleren Westen heraus, er begann Legenden um seine Person zu stricken und seine wahre Herkunft zu verschleiern.
Um die örtliche Folkszene kennenzulernen, verbrachte er den Sommer 1960 in Denver und Central City und übernahm Jesse Fullers Technik, die Mundharmonika mit einem Nackengestell zu spielen. Den mehrwöchigen Aufenthalt schmückte Dylan in seinen Erzählungen aus, indem er behauptete, auf Güterwagen durch große Teile des Landes getrampt zu sein. Dabei habe er auf einem Indianerfestival in Gallup, New Mexico, getanzt und außerdem das Grab des verstorbenen Country-Bluesmusikers Blind Lemon Jefferson in Texas besucht.
Als Dylan erfuhr, dass Guthrie wegen eines schweren Nervenleidens in New Jersey im Krankenhaus lag, beschloss er, sein Idol am Krankenbett zu besuchen. Nach dem Ende seines ersten Studienjahres teilte Dylan seinen Eltern im Dezember 1960 mit, er wolle die Universität verlassen und eine Karriere als Musiker einschlagen. Diese reagierten zunächst verärgert, gaben ihrem Sohn schließlich ein Jahr Zeit. Sollte sich bis dahin kein Erfolg einstellen, müsse er sein Studium fortsetzen.

### 1961: Erste Erfolge als Folksänger
Über den Umweg Madison und Chicago gelangte der 19-jährige Bob Dylan am 24. Januar 1961 nach New York City und bezog ein Zimmer in Greenwich Village. Der Stadtteil in Manhattan galt als das führende Künstlerviertel des Landes, und niedrige Mieten hatten das Village zum Anlaufpunkt für Amerikas Künstler und Rebellen werden lassen, zu denen sich in den 1950er Jahren die Vertreter der Beat Generation gesellten. Diese Beatniks wurden in ihren Werken zunehmend linkspolitisch und sorgten für einen steten Zustrom von Besuchern aus allen US-Bundesstaaten.
Ihre Auftritte in den sogenannten Coffeehouses waren so gut besucht, dass die Bürgersteige rund um den zentral gelegenen Washington Square Park an den Wochenenden überfüllt waren und für den Verkehr gesperrt werden mussten. Zu Beginn der 1960er Jahre ergänzte der Folk die Beatnik-Bewegung, und Musiker wie Fred Neil, Phil Ochs und Tom Paxton hatten ihre ersten Auftritte im Village. Vor diesem Hintergrund verlor Dylan sein ursprüngliches Ziel nicht aus den Augen und besuchte „seinen letzten Helden“ Woody Guthrie im Greystone Park Psychiatric Hospital. Guthrie litt an der unheilbaren Nervenkrankheit Chorea Huntington und war bettlägerig. Da eine Unterhaltung mit ihm sehr mühselig gewesen wäre, spielte Dylan ihm stattdessen Guthrie-Songs vor.
Bei zahlreichen weiteren Besuchen in den folgenden Monaten entstand zwischen dem dahinsiechenden Folksänger und dem Jungmusiker eine Freundschaft, die sich vornehmlich über Musik vermittelte. Seine Bewunderung und die Eindrücke der Besuche verarbeitete er später in Song to Woody, einer seiner ersten Eigenkompositionen, und im Gedicht Last Thoughts on Woody Guthrie, das er als einziges aus seiner Feder jemals vortrug. Er las es live während seines ersten großen Konzerts in der New Yorker Town Hall am 12. April 1963.
Allmählich fasste Dylan in der New Yorker Folkszene Fuß und lernte die Musiker Dave Van Ronk, Ramblin’ Jack Elliott oder die Clancy Brothers kennen, die wie die Sängerin Odetta großen Einfluss auf ihn ausübten. Als Stammgast in Clubs wie dem Gaslight Cafe, der White Horse Tavern, dem Bitter End, Gerde’s Folk City oder dem Cafe Wha? saugte er nur über das Zuhören verschiedene Stilrichtungen auf. Tagsüber verbrachte er seine Zeit in Izzy Youngs Buch- und Schallplattengeschäft Folklore Center oder vertiefte sich in der New York Public Library in Zeitungsartikel aus der Zeit des Sezessionskrieges.
Dylan ließ sein Umfeld glauben, er sei als Waisenjunge auf Jahrmärkten in New Mexico aufgewachsen und kultivierte das Image als proletarischer Herumtreiber. Sein erstes professionelles Engagement hatte Dylan ab dem 11. April 1961 in Gerde’s Folk City, als er für zwei Wochen im Vorprogramm des Bluesmusikers John Lee Hooker spielte. Trotz seines eigenwilligen Stils und seiner schnarrenden Stimme hatte Dylan weitere Erfolge in kleinen Clubs und machte als Mundharmonikaspieler erste Schallplattenaufnahmen für Harry Belafonte und Victoria Spivey. Am 29. September 1961 veröffentlichte der Musikkritiker Robert Shelton in der New York Times einen wohlwollenden Artikel, in dem er Dylan eine künstlerisch bedeutsame Zukunft vorhersagte:

„Mit seinem engelhaften Gesicht und dem dichten, widerborstigen Haarschopf, den er zum Teil mit einer schwarzen Huckleberry-Finn-Cordmütze bedeckt, sieht Dylan wie eine Kreuzung aus Chorknabe und Beatnik aus. An seiner Kleidung könnte er noch arbeiten, aber wenn er mit seiner Gitarre oder Mundharmonika oder am Klavier hantiert und neue Songs schneller komponiert, als er sie sich überhaupt merken kann, gibt es keinen Zweifel daran, dass er vor Talent aus allen Nähten platzt. Wenn es um seine Herkunft und seinen Geburtsort geht, ist Mr. Dylan nicht sehr gesprächig, doch hier zählt weniger, wo er herkommt, sondern viel mehr, wo er hingeht. Und sein Weg scheint direkt nach oben zu zeigen.“

Zu einer Zeit, als die Musiker aus Greenwich Village höchstens ein Angebot des kleinen Labels Folkways Records erhielten, wurde der legendäre Jazz-Produzent John Hammond auf die Szene-Bekanntheit aufmerksam. Sehr zur Verwunderung zahlreicher Kollegen nahm er Dylan am 25. Oktober 1961 für das Major-Label Columbia Records unter Vertrag. Nach den Konditionen des Fünf-Jahres-Vertrages standen dem Musiker ein kleiner Vorschuss und lediglich fünf Prozent der Einnahmen aus den Plattenverkäufen zu. Dies kümmerte Dylan aber nicht, da er froh war, überhaupt einen Plattenvertrag erhalten zu haben.
In zwei Aufnahmesessions im November 1961 spielte Dylan sein erstes Album Bob Dylan ein, das neben zwei Eigenkompositionen überwiegend aus Traditionals bestand. Obwohl sein Debütalbum weder kommerziell noch künstlerisch wirklich befriedigend war, trug es doch enorm zu Dylans Bekanntheit bei. Am 4. November 1961 organisierte Izzy Young das erste öffentliche Konzert Dylans in einem Nebensaal der Carnegie Hall, das nur 52 zahlende Zuschauer besuchten.

### 1962–1964: Idol der Protestbewegung

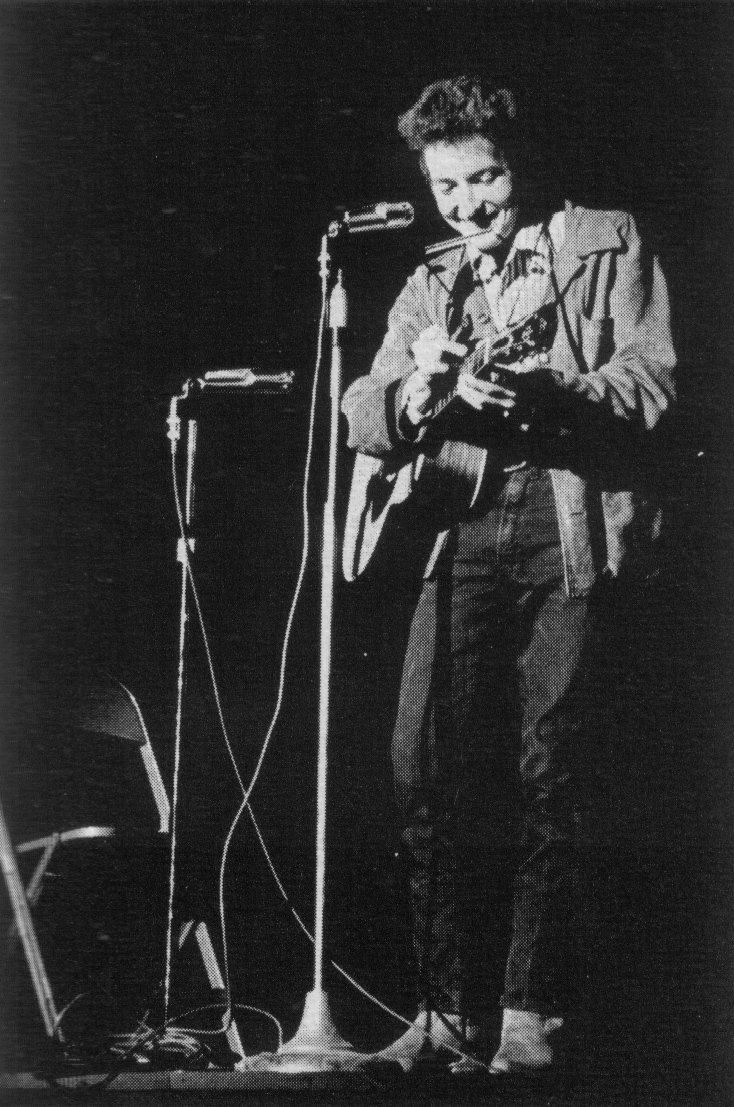
Dylan bei einem Auftritt im November 1963

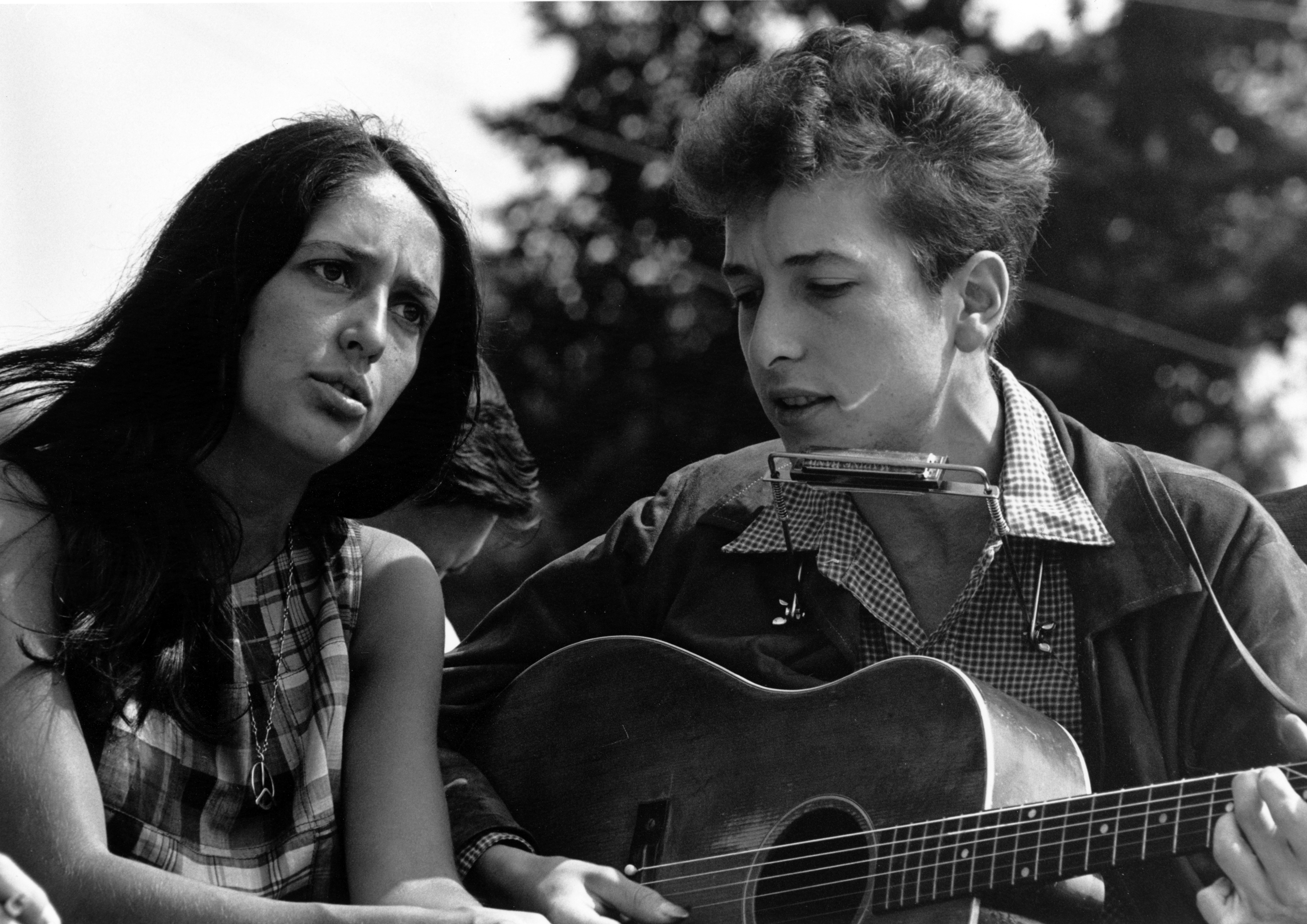
Joan Baez und Bob Dylan auf dem Civil Rights March nach Washington D.C. am 28. August 1963

Dylans wichtigste Bezugsperson in den frühen New Yorker Jahren war seine Freundin Suze Rotolo, die er in Greenwich Village kennengelernt hatte. Rotolo war seine künstlerische Inspiration, vor allem aber weckte sie Dylans Sensibilität für gesellschaftskritische Themen. Als Aktivistin der Bürgerrechtsorganisation CORE machte sie ihn mit vielen Persönlichkeiten der Bürgerrechtsbewegung bekannt und verstärkte Dylans Interesse an den Werken der französischen Symbolisten Arthur Rimbaud, Paul Verlaine und Charles Baudelaire.
Die wechselvolle Beziehung inspirierte ihn zu den sogenannten Love/Hate-Songs wie Don’t Think Twice, It’s All Right, Boots of Spanish Leather und Ballad in Plain D, mit denen er die damals übliche Form des romantisch verklärten Lovesongs um eine bittere Variante erweiterte. Ein zweiter wichtiger Orientierungspunkt in Dylans damaliger Phase wurde Albert Grossman, der ihn ab Mai 1962 offiziell als Manager betreute. Grossman war ein einflussreicher Impresario, der im Hintergrund die Fäden zog, um Ruhm und Ruf seines neuen Schützlings zu mehren.
Trotz des schleppenden Absatzes seines ersten Albums entwickelte sich Dylan zu einem ernstzunehmenden Künstler, der an der Seite von Pete Seeger für zahlreiche Auftritte außerhalb New Yorks engagiert wurde. Durch die Verbindung von politischem Realismus und Poesie schuf er die Form des Singer-Songwriters. Selbst in Großbritannien sprach man von dem zerzausten Musiker mit der kratzbürstigen Stimme, und als Dylan im Dezember 1962 erstmals nach London flog, wurde er dort von Medien wie Publikum gleichermaßen als neuer Hoffnungsträger des Folk begrüßt. Für sein erstes großes Solokonzert am 12. April 1963 in der Town Hall erntete Dylan ausschließlich positive Kritiken („Dylan ist aus dem Stoff, aus dem Legenden sind“).
Sein Mentor John Hammond verlor Dylans Karriere nicht aus den Augen und ermutigte ihn zu weiteren Studioaufnahmen für sein zweites Album. The Freewheelin’ Bob Dylan wurde im Mai 1963 veröffentlicht und markierte den entscheidenden Durchbruch in seiner Karriere. Es enthält neben einfachen, aber umso eindringlicheren Liebesliedern vor allem sozialkritische Songs, die sich auf aktuelle politische Ereignisse bezogen. Das Album war kommerziell erfolgreich und fand vor allem in Großstädten und im studentischen Umfeld große Aufmerksamkeit. Auch renommierte Blätter wie The New Yorker oder das Time-Magazine feierten seinen Durchbruch als Songschreiber.
Die Arm in Arm mit Dylan auf dem Cover der LP abgebildete Frau ist seine damalige Freundin Suze Rotolo. Insbesondere das Lied Blowin’ in the Wind begründete Dylans Ruf als Songschreiber und politischer Folksänger. Dylan traf den Nerv der Zeit und das Lied wurde – wenn auch zunächst in der Interpretation von Peter, Paul and Mary – zur pazifistischen Hymne einer ganzen Generation. In dem wütend-eindringlichen Masters of War verfluchte Dylan den militärisch-industriellen Komplex.
Das unter dem Eindruck der Kubakrise verfasste apokalyptische A Hard Rain’s A-Gonna Fall deutete bereits auf sein außergewöhnliches literarisches Talent hin und begründete seinen Ruf, ein Genie zu sein. Dylans begeisternder Auftritt beim Newport Folk Festival im Juli 1963 galt als Höhepunkt der Veranstaltung und festigte seine Stellung als führender Folksänger. Hier spielte er auch einige Songs mit Joan Baez, und die ganze Szene sprach offen vom „King und der Queen der Folkmusik.“
Seine Freundin Suze Rotolo gewann in der Zeit der ersten Erfolge einen kritischeren Blick auf Dylan:

„Der Erfolg verwandelte meinen Freund mehr und mehr in einen Egozentriker. […] Die Persönlichkeit verändert sich, sobald sie allen ein Begriff wird. Sie entwickeln eine unkontrollierbare Egomanie. […] Dies kann auch bescheidensten und demütigen Personen passieren […], es macht Klick und plötzlich kann diese Person nichts mehr wahrnehmen außer sich selbst. […] Jeden Tag wird es schlimmer.“

Nach Newport ging Dylan als Gastsänger von Joan Baez – die bereits zu jener Zeit so bekannt war, dass sie leicht größere Hallen füllen konnte – ab dem 3. August 1963 auf seine erste große Tournee durch die Vereinigten Staaten. Dylan sang auf diesen Konzerten, wo Baez ihn voller Begeisterung dem Publikum vorstellte, einige Duette und ging später auch eine Liebesbeziehung mit ihr ein. Doch erst nach der endgültigen Trennung von Suze Rotolo im März 1964 traten die beiden in der Öffentlichkeit als Paar auf.
Für Dylan bedeutete diese Tour und die Verbindung mit Baez eine enorme Steigerung seiner Bekanntheit. Auch finanziell lohnte sich die Tour – Manager Grossman hatte für ihn eine größere Beteiligung an den Einnahmen als für Baez ausgehandelt, obwohl sie der Star der Tour war. Nicht zuletzt unter Baez’ Einfluss ließ sich Dylan von der politischen Stimmung dieser Tage mitreißen und trat am 28. August 1963 bei der Abschlusskundgebung des Civil Rights March nach Washington auf, bei der Martin Luther King seine berühmte Rede I Have a Dream hielt.
Die unter der Leitung von Tom Wilson in zwei Blöcken aufgenommene LP The Times They Are a-Changin’ knüpfte inhaltlich an den Vorgänger an und lieferte kraftvolle Beiträge zum Thema Rassendiskriminierung und mit With God on Our Side eine Paradenummer der Antikriegsbewegung. Unter dem Eindruck der sozialen Unruhen und des Attentats auf John F. Kennedy radikalisierte sich das kritische Potenzial der amerikanischen Gesellschaft. Gerade für diese Kritiker lieferte Dylan engagierte Protestlieder und mit dem Titelsong schrieb er eine obligatorische Schlachthymne.
Dylan untermauerte seinen Ruf als „Sprachrohr und Stimme einer ganzen Generation.“ Das Folkmagazin Sing Out! erhob ihn schließlich zum Propheten und setzte den erst 23 Jahre alten Dylan auf den Thron der Bürgerrechtsbewegung. Dylan selbst lehnte die ihm zugedachte Rolle des Idols ab und seine rasch wachsende Distanz zur Protestszene zeigte sich erstmals bei der Verleihung des Thomas Paine-Awards durch das National Emergency Civil Liberties Committee:

„Sie reden von schwarz und weiß, sie reden von Hautfarben, von rot von blau und gelb, aber ich sehe das alles nicht. Sie reden von rechts und links, aber auch das kann ich nicht sehen. Ich sehe nur oben und unten, und unten ist da, wo der Fußboden ist. Ich pfeife auf Politik, mich interessiert der Mensch.“

Die Begeisterung vom Sound der später zum Teil „nach Bob Dylan klingenden“ Band The Beatles, mit der Dylan im Dialog stand, und die endgültige Trennung von Rotolo beflügelten Dylans kreativen Prozess, alte Songschemata abzulösen und neue Wege des Liederschreibens zu entdecken. In einer einzigen Aufnahmesession spielte er im Juni 1964 alle Songs für seine neue LP Another Side of Bob Dylan ein. Deren inhaltlicher Schwerpunkt lag auf dem Thema Beziehung und ließ klare Botschaften vermissen. Mit der LP schloss Dylan die künstlerische Lebensphase ab, die ihn an die Spitze der politisch engagierten Folkbewegung geführt hatte.
Die Hinwendung zu poetischen Liedformen symbolisierte den kreativen Umbruch des Künstlers. Bei Teilen der Folkszene sorgte das Album für Befremden. So veröffentlichte Irwin Silber in Sing Out! einen offenen Brief an Dylan, in dem er seiner Sorge Ausdruck verlieh, der Sänger drohe durch die Begleitumstände von Ruhm und Erfolg den Kontakt zur Basis zu verlieren, was auch in seinen neuen Liedern zum Ausdruck komme.

### 1965–1966: Beginn als Rockmusiker

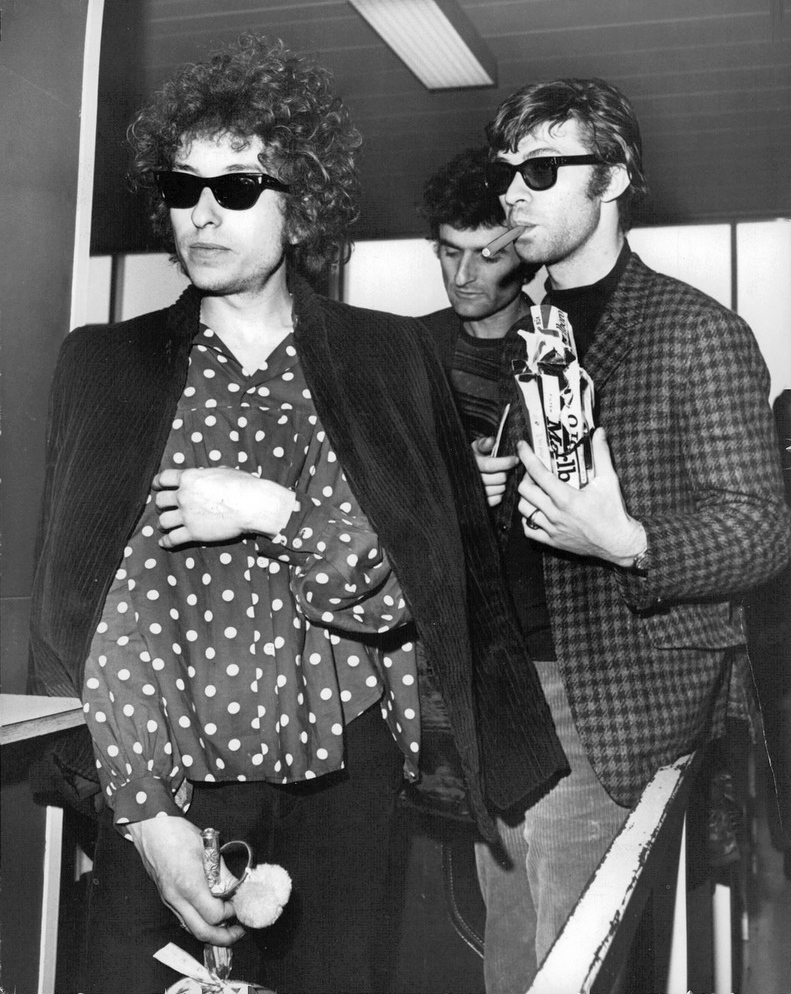
Bob Dylan neben Mitmusikern im April des Jahres bei der Ankunft auf dem Flughafen Stockholm/Arlanda im Rahmen seiner Welttournee 1966

Ab Mitte der 1960er Jahre ließ Dylan seine bis dahin fast ausschließlich solo und auf der akustischen Gitarre gespielte Musik elektrisch verstärken und hatte jetzt auch eine Begleitband. Ein Meilenstein dieses Wechsels war 1965 sein Auftritt beim Newport Folk Festival mit Musikern der Paul Butterfield Blues Band, der bei den puristischen Freunden der Folkmusik heftige Kritik auslöste. Ein Teil des Publikums reagierte mit Buhrufen auf die „elektrische“ Version von Maggie’s Farm, ein Song, der den zehn Jahre später erschienen Titel Junior’s Farm der Band Wings beeinflusst hatte. 
Auch hinter der Bühne spielten sich dramatische Szenen zwischen den Vertretern der klassischen Folktradition und der „elektrifizierten“ Musik ab. Nach drei Stücken ging Dylan mit der Band von der Bühne ab, wurde aber von Moderator Peter Yarrow zurückgebeten; er spielte dann noch zwei Stücke in gewohnter Manier solo mit Akustikgitarre und Mundharmonika. Diese Ereignisse werden in der 2005 erschienenen Dokumentation No Direction Home – Bob Dylan von Martin Scorsese aufgearbeitet, in der unter anderem seine Jugendliebe Suze Rotolo zu Wort kommt, die sich über ihre Beziehung zu Dylan lange nicht öffentlich äußerte.
Dylan wurde zum Rockstar, der Millionen von Schallplatten verkaufte und von Teilen der sich zunehmend politisierenden Gegenkultur als Sprachrohr betrachtet wurde. Er litt nun jedoch zunehmend unter dem Erfolgsdruck. Viele seiner alten Fans nahmen ihm seine Hinwendung zur Rockmusik übel und reagierten geradezu feindselig. Andere versuchten, ihn für sich zu vereinnahmen. Die Presse begann einerseits, ihn auf die Rolle des Idols einer Generation festzulegen, andererseits des Verrats an den Idealen der Folkbewegung zu bezichtigen. 
Wenn Journalisten ihn auf Pressekonferenzen durch suggestive Fragen in die Enge zu treiben versuchten, gab Dylan meist schlagfertig und leicht arrogant wirkende, absurde Antworten und ließ sie ins Leere laufen. Gleichwohl war ihm die Anspannung aufgrund der Belastung durch das Tourneeleben und die Reaktion von Presse und Publikum deutlich anzumerken. Kurioserweise werden viele der spontanen Aussagen Dylans aus jener Zeit (etwa seine ironisch gemeinte Selbsteinschätzung als „Song and Dance Man“) bis heute angeführt.
Seinen Wandel vom Folksänger zum Rockmusiker vollzog er auf drei Alben, die er in kurzer Abfolge Mitte der 1960er Jahre veröffentlichte und die heute als Klassiker der Rockmusik gelten. Auf der zweiten Seite der LP Bringing It All Back Home befinden sich ausschließlich akustisch eingespielte Songs, die A-Seite der LP bestritt Dylan aber bereits mit einer Band. Die zwei folgenden Alben Highway 61 Revisited und die Doppel-LP Blonde on Blonde enthalten fast nur elektrisch verstärkte Rocksongs. Like a Rolling Stone von Highway 61 Revisited schaffte es 1965 auf Platz 2 der Billboard-Single-Charts. Das Lied wurde später von der Zeitschrift Rolling Stone zum „Greatest Song of All Time“ gekürt, und Greil Marcus schrieb 2005 ein Buch über dessen Entstehung.
Vor allem sprachlich erreichten seine Lieder auf diesen Platten eine bis dahin in der populären Musik unerreichte Komplexität. Seine Texte waren gespickt mit Metaphern und literarischen Verweisen, außerdem tauchten Anspielungen auf Drogenerfahrungen auf. Dylan hatte in den frühen 1960er Jahren Heroin konsumiert und war selbst drogenabhängig. Typisch für diese Periode waren auch ausufernde, surrealistisch anmutende Wortspielereien, die Dylan in der Art des Stream of Consciousness verfasste. Solches dominiert auch das 1965 geschriebene und erst 1971 erschienene Buch Tarantula sowie die längeren Texte und Prosagedichte, die er gelegentlich auf den Rückseiten seiner LP-Cover veröffentlichte. Die berühmtesten davon sind die Eleven Outlined Epitaphs von 1964, die in den 1980er Jahren in deutscher Übersetzung von Carl Weissner auch in Buchform erschienen. Dylan wurde damals stark von den Dichtern der Beat Generation wie Jack Kerouac beeinflusst, mit Allen Ginsberg verband ihn ein freundschaftliches Verhältnis.
Ende 1965 heiratete Dylan das Fotomodell Sara Lowndes – die Hochzeit wurde vor der Öffentlichkeit geheim gehalten. Lowndes brachte eine Tochter aus erster Ehe in die Verbindung mit. So wurde Dylan im Alter von 24 Jahren plötzlich Familienvater: Nun schirmte er sein Privatleben erst recht strikt vor der Öffentlichkeit ab. Einer der bekanntesten der zahlreichen Songs, die er inspiriert von seiner Beziehung zu Sara schrieb, ist Sad-Eyed Lady of the Lowlands, der auf der Doppel-LP Blonde on Blonde eine der vier Plattenseiten einnimmt. Dies bekannte er nach der Trennung von seiner Frau 1975 quasi öffentlich mit dem Song Sara auf dem Album Desire. Dylan war auch ansonsten äußerst zurückhaltend mit Angaben zu möglichen Adressaten seiner Lieder und Interpretationen der Inhalte seiner Texte.
Auch auf der anschließenden Europatournee, bei der er sich von den Musikern begleiten ließ, die später unter dem Namen The Band bekannt wurden, stieß seine elektrisch verstärkte Musik teils auf heftige Ablehnung, vor allem in England.
Am 17. Mai 1966 spielte Dylan solo sowie unter Buhrufen mit Band im britischen Manchester das „legendärste Konzert seiner Laufbahn am Ende einer drogengepeitschten, auszehrenden Welttournee“; dort hat z. B. ein Fan dem angeblichen „Verräter am wahren Folk“ „Judas“ zugerufen (zu hören auf The Bootleg Series Vol. 4: Live 1966 (1998)). Bis Ende Mai 1966 folgten auf der Tournee noch sechs weitere Konzerte: in Schottland in Glasgow und Edinburgh, in Newcastle upon Tyne sowie in Paris und zwei in London in der Royal Albert Hall: Das Konzert in Manchester coverte Cat Power im November 2022 ebenfalls live in der Royal Albert Hall; dieses Konzert wurde im November 2023 als Album veröffentlicht.

### 1966–1973: Rückzug ins Privatleben
Am 29. Juli 1966 stürzte Dylan mit seiner Triumph Tiger auf einer Landstraße in der Nähe seines Wohnortes Woodstock und zog sich schwere, wenn auch nicht unmittelbar lebensbedrohliche Verletzungen zu. Neben mehreren leichten Kopfverletzungen waren mehrere Halswirbel gebrochen. In der Presse überschlugen sich die Gerüchte: Bob Dylan sei verunglückt und habe ein Ende wie James Dean gefunden; andere berichteten, er vegetiere nur noch vor sich hin, sei wegen seiner Drogensucht ein psychiatrisch unheilbarer Fall oder so stark entstellt, dass er sich nie mehr in der Öffentlichkeit zeigen könne. Wieder andere Stimmen glaubten zu wissen, dass Dylan einem Anschlagskomplott der CIA zum Opfer gefallen sei.
Die Heilung verlief schleppend, da er sich wegen seines aufreibenden Lebensstils und seines Drogenkonsums in ohnehin schlechtem Gesundheitszustand befand. Dylan zog sich zur vollständigen Rekonvaleszenz für über ein halbes Jahr von der Öffentlichkeit nach Woodstock zurück und empfing nur wenige Vertraute wie D. A. Pennebaker oder Allen Ginsberg. Der Unfall, der ihn fast das Leben gekostet hatte, ermöglichte Dylan die Flucht aus dem Star-Dasein und die radikale Abkehr von einem Lebensstil. Dieser hatte bei ihm, von einem übervollen und kräftezehrenden Terminkalender und seiner damals außerordentlichen künstlerischen Produktivität diktiert, eine gesundheitliche und mentale Erschöpfung hervorgerufen. Dylan bot sich das Alibi, sämtliche Brücken zur Öffentlichkeit abzubrechen und sein Leben völlig neu zu überdenken.

„Ich hatte einen Motorradunfall gehabt und mich verletzt, aber ich erholte mich. In Wahrheit wollte ich der Tretmühle den Rücken kehren.“

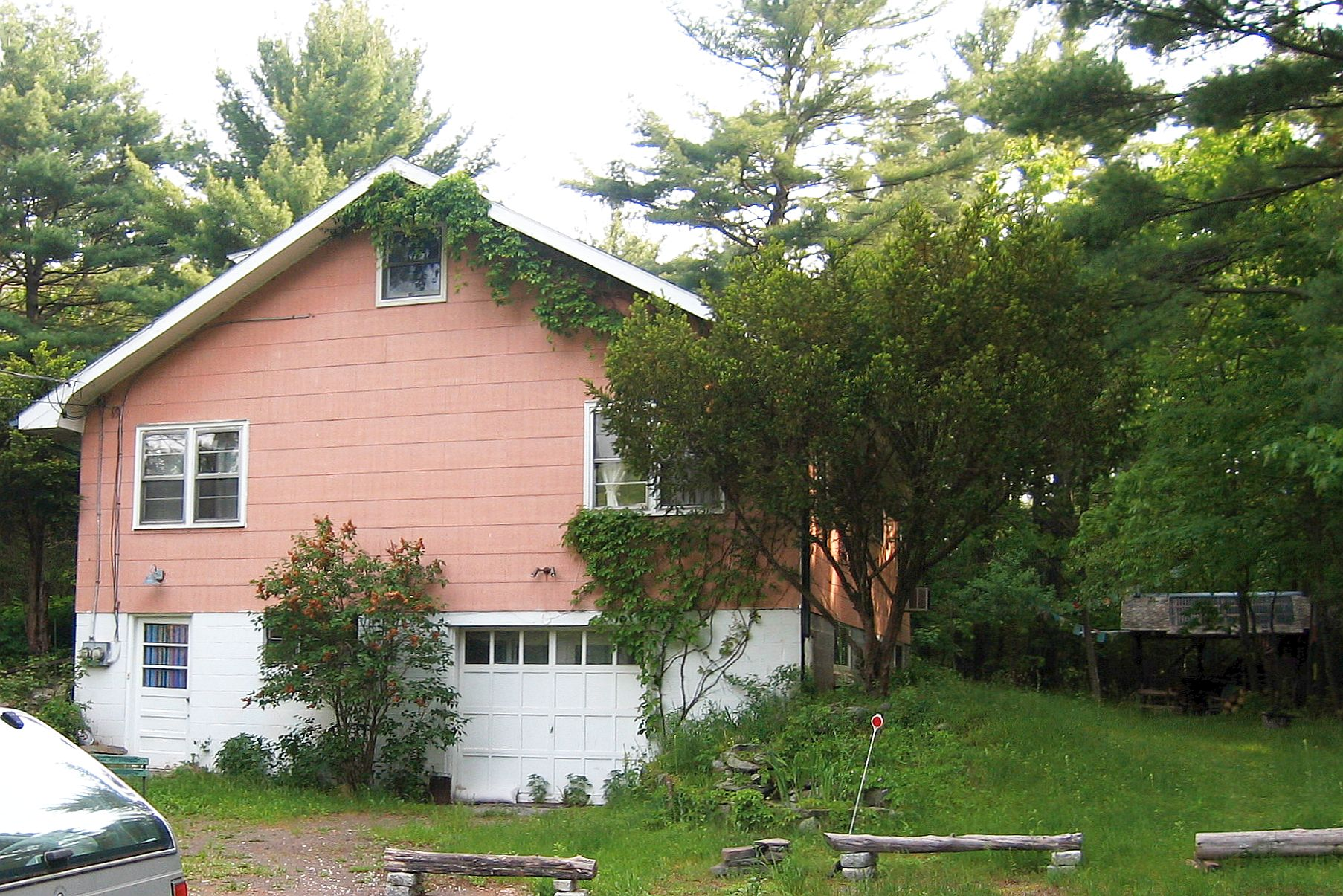
Das Haus Big Pink in West Saugerties bei Woodstock

Nach dem Motorradunfall zog sich Dylan für zwei Jahre fast völlig aus der Öffentlichkeit zurück, wenngleich sich sein Ruhm gerade in der Zeit seiner Abstinenz sehr steigerte. Informationen über ihn und seine Arbeit flossen außerordentlich spärlich. Er lebte nun in Woodstock, einer Künstlerkolonie unweit von New York, und widmete sich vornehmlich seiner Frau Sara und den gemeinsamen Kindern. Im ersten Teil seiner Autobiografie Chronicles sagt er, dass er sich damals ein einfaches Leben mit einem geregelten Job gewünscht habe.
Erst im Mai 1967 gab Dylan wieder ein Interview für die Daily News, ließ seine Pläne offen und gab sogar Gerüchten über einen endgültigen Rückzug vom Musikgeschäft Nahrung. Doch im Sommer 1967 verlängerte er seinen Plattenvertrag mit Columbia und begann wieder intensiv zu musizieren. Zusammen mit den Musikern seiner Begleitband, die sich inzwischen The Band nannte, nahm er in lockeren Sessions im Keller des angemieteten Bauernhauses Big Pink ein Sammelsurium teils fast vergessener Songs der US-amerikanischen Rootsmusik aus Blues, Folk und Country auf. Diese kursierten jahrelang als Bootlegs, bevor sie 1975 offiziell und stark gekürzt unter dem Titel The Basement Tapes veröffentlicht wurden.
Häufig werden die Lieder jener Zeit als Dylans Bekenntnis zu den Freuden des einfachen Lebens als Familienvater gedeutet, wohingegen viele seiner alten Fans ihm dafür erneut Verrat an den Idealen der Gegenkultur vorwarfen. Die Sessions brachten Dylan wieder zurück in den Musikbetrieb und nach einem Treffen mit Bob Johnston begann er mit dem Schreiben neuer Songs. Beeinflusst von den Basement Tapes und tief berührt vom Tod Woody Guthries wandte sich Dylan sehr einfachen Songstrukturen und Liedinhalten zu, die im Dezember 1967 auf dem Album John Wesley Harding erschienen.
In den folgenden Jahren trat Dylan nur vereinzelt auf. Er stand beim Woody-Guthrie-Memorial-Concert im Januar 1968 erstmals wieder auf der Bühne und steuerte vier Songs seines Idols bei. 1969 folgte ein Auftritt als Begleitmusiker von The Band, und während Dylan beim Woodstock-Festival nicht auftreten wollte, war er im August Headliner des Isle of Wight Festivals. Er unterstützte den früheren Beatles-Gitarristen George Harrison bei dessen Konzert für Bangladesch, auf dem er im August 1971 im Madison Square Garden spielte.
Bei dem für seine Verhältnisse sehr gefälligen Album Nashville Skyline arbeitete er mit dem Country-Musiker Johnny Cash zusammen. Die LP wurde zu Dylans bis dahin größtem kommerziellen Erfolg. Dylan bereitete so der Akzeptanz der bislang teilweise als reaktionär verpönten Country-Musik im Rocklager den Boden und wurde – neben Buffalo Springfield / Neil Young, den Byrds und Gram Parsons – zu einem Wegbereiter des Country-Rock.
1969 wurde sein Sohn Jakob geboren, der heute selbst als Musiker arbeitet. Dylan hat außer ihm fünf weitere Kinder, darunter den Regisseur Jesse Dylan. Sein Doppelalbum Self Portrait aus dem Jahr 1970 erschien vielen Fans als eine lieblose Sammlung uninspirierter Songs und gilt als eine seiner schlechtesten Platten. Dylan selbst bezeichnete die Veröffentlichung später als den Versuch eines Befreiungsschlags, mit dem er die von ihm als bedrückend empfundene Erwartungshaltung seines Publikums zerstören wollte.
Danach veröffentlichte er zwei als respektabel, aber nicht herausragend angesehene Alben (New Morning und Planet Waves) und spielte an der Seite von Kris Kristofferson und James Coburn eine kleine Rolle in Sam Peckinpahs Western Pat Garrett jagt Billy the Kid. Er schrieb zudem die Musik zu diesem Film, darunter das ebenso hymnische wie desillusionierte Knockin’ on Heaven’s Door.

### 1974–1982: Scheidung und Hinwendung zum Christentum

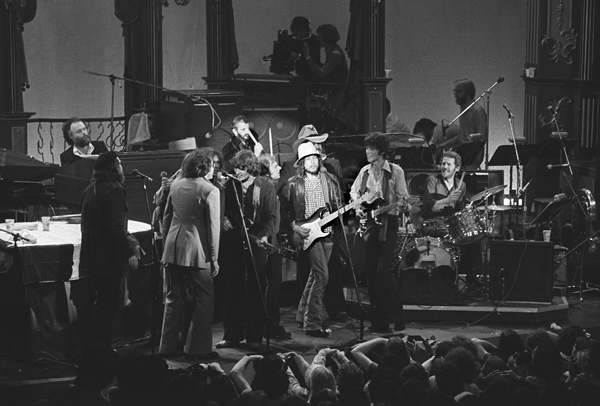
Auftritt von Dylan (Mitte) mit The Band auf dem Last-Waltz-Konzert 1976

Mitte der 1970er Jahre begann Dylans private Idylle zu bröckeln, als seine Ehe in eine Krise geriet. Eine spektakuläre Comebacktournee (dokumentiert auf dem Doppelalbum Before the Flood Anfang 1974) war zwar binnen weniger Stunden ausverkauft und ein großer Publikumserfolg, die Kritiken fielen jedoch eher zwiespältig aus. Kritisiert wurde vor allem, dass er kaum neue Songs bringe und mehr „schreie als singe“. Auffallend war, dass er viele bekannte Lieder in völlig neuem musikalischen Gewand darbot und diese damit zwar einerseits revitalisierte, andererseits aber oft bis zur Unkenntlichkeit veränderte. Diese Herangehensweise an das eigene Werk hat Dylan bis heute beibehalten und sie ist zu einem Markenzeichen geworden. 1975 veröffentlichte Dylan Blood on the Tracks. Das Album wird seither als Dylans künstlerische Verarbeitung der Trennung von seiner Frau Sara interpretiert. Bob Dylan selbst hat jedoch immer wieder einen direkten Zusammenhang bestritten.
1975/76 startete er das Projekt der Rolling Thunder Revue, eine Art musikalischen fahrenden Zirkus mit zahlreichen Musikern, der oft nur kurzfristig angekündigt an verschiedenen Orten der USA Station machte. Dylans Auftritte während des ersten Teils dieser Tournee werden heute zu den besten seiner Karriere gezählt. Auf der Platte Desire, auf der Songs aus dieser Zeit veröffentlicht wurden, sang Dylan auch im Duett mit Emmylou Harris. Sie war ein großer kommerzieller und künstlerischer Erfolg und brachte Dylan auf einen zweiten Zenit seiner Popularität. Besonders bekannt wurde der Song Hurricane über den Boxer Rubin Carter, dessen Karriere durch ein möglicherweise rassistisch motiviertes juristisches Fehlurteil beendet worden war. Mit dem wehmütigen Lied Sara setzte er seiner ehemaligen Frau ein Denkmal. Der vierstündige Kinofilm Renaldo & Clara, der die Tour dokumentierte und bei dem Dylan selbst Regie führte, wurde jedoch von der Kritik verrissen und brachte wenig ein. 1977 nahm er Hintergrundgesang für ein Stück von Leonard Cohens Album Death of a Ladies’ Man auf. Noch im selben Jahr wurden Bob und Sara Dylan geschieden.
Dylans Welttournee im Jahr 1978 (unter anderem mit einem Auftritt am 1. Juli vor etwa 75.000 Menschen auf dem Zeppelinfeld, dem ehemaligen Reichsparteitagsgelände in Nürnberg) war sehr erfolgreich. Jedoch stieß er im Winter 1978/79 an die Grenzen seiner psychischen Kräfte. Dylans Freundin Mary Alice Artes, eine afroamerikanische Schauspielerin, riet ihm, Seelsorge in Anspruch zu nehmen, und verwies ihn in diesem Zusammenhang an zwei Pastoren, die ihr persönlich bekannt waren. Dylan ließ sich darauf ein, besuchte einen dreimonatigen Bibelkurs der damals noch jungen Vineyard-Bewegung und empfing Anfang 1979 die Taufe. Dylans Konversion zum Christentum, vor allem sein Bekenntnis, ein wiedergeborener Christ zu sein, erregten Aufsehen. Künstlerischer Ausdruck seiner Konversion waren die folgenden zwischen 1979 und 1981 veröffentlichten drei Alben: Slow Train Coming, Saved und Shot of Love.
Diese erneute Wendung in Dylans Musik konnte ein Großteil seines Publikums nicht nachvollziehen. Er war teilweise harscher Kritik ausgesetzt, obwohl er für den Song Gotta Serve Somebody seinen ersten Grammy erhielt. Die Lyrik des von „göttlicher Offenbarung“ durchdrungenen Liedes Every Grain of Sand gilt zudem als einer seiner inspiriertesten Texte. Mit der Zeit flaute die Kontroverse um seine christliche Phase ab, zumal sich ab 1981 mit dem Lied Lenny Bruce (eine Hommage an den 1966 verstorbenen subversiven Komiker) wieder eine Rückkehr zu weltlichen Themen andeutete.
1979 kaufte Dylan für 105.000 US-Dollar ein großes Anwesen in Malibu im US-Bundesstaat Kalifornien, wo er noch heute (2022) lebt. Es befindet sich in der Nähe des Point Dume State Beach.

### 1983–1993: Krise

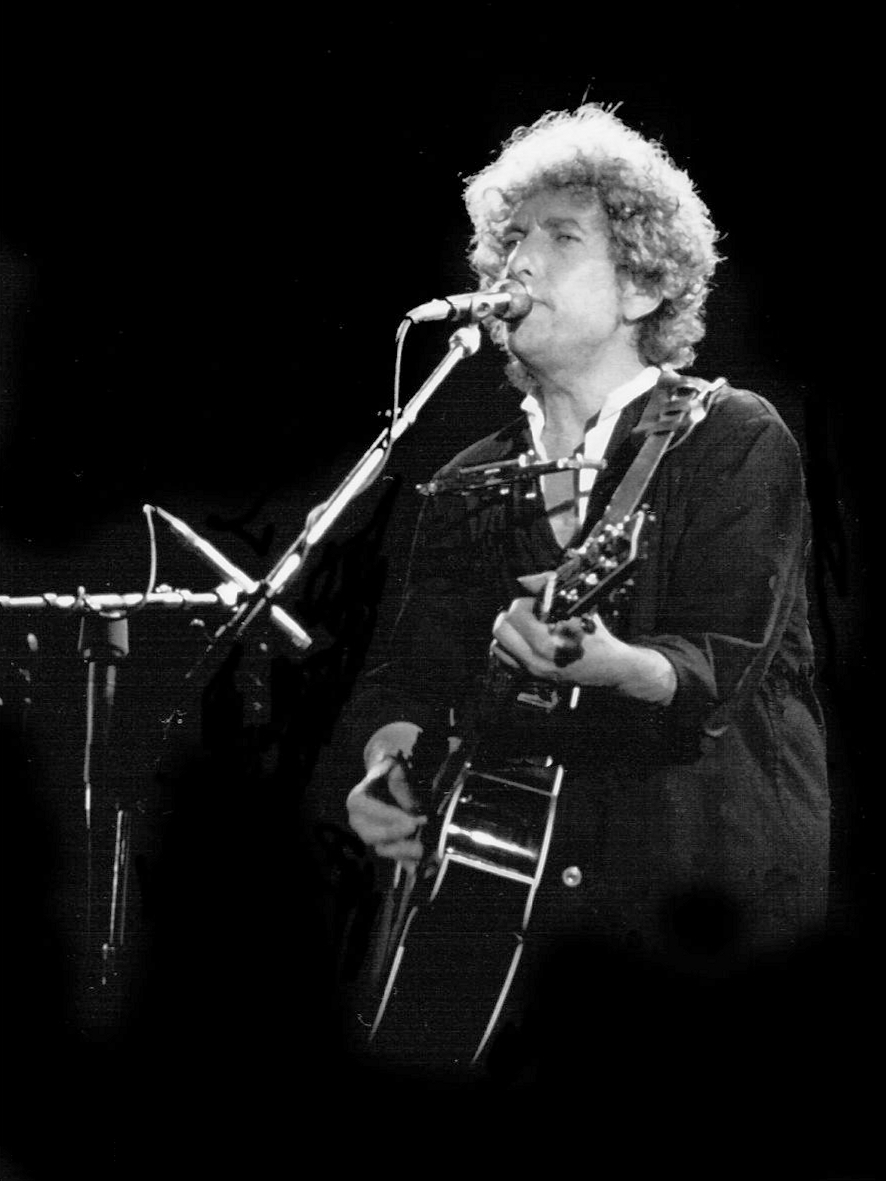
Bob Dylan 1984 in Barcelona

Die 1980er Jahre waren durch viele unterschiedliche Alben gekennzeichnet, deren Stil (Musik und Text) bei Kritik und Publikum großteils verhaltene Resonanz auslöste. Während Infidels (1983) und Empire Burlesque (1985) noch einige hervorragende Songs enthalten, erreichte er mit Knocked Out Loaded (1986) und Down in the Groove (1988) einen künstlerischen Tiefpunkt. Die Musikzeitschrift Rolling Stone wählte Down in the Groove im Mai 2007 zum „schlechtesten Album eines bedeutenden Künstlers“. Am 28. Januar 1985 nahm Dylan an den Aufnahmen zu We are the World teil und sang die Zeile “there’s a choice we’re making”. In der zweiten Hälfte der Dekade hatte er mit einem Alkoholproblem zu kämpfen. Die Auftritte jener Zeit verliefen zum Teil entsprechend chaotisch. Beim Live-Aid-Konzert am 13. Juli 1985 zugunsten der hungernden Bevölkerung Äthiopiens fiel er mit der Bemerkung auf, er hoffe, ein Teil des Geldes würde für die leidenden US-amerikanischen Farmer verwendet. („I hope that some of the money…maybe they can just take a little bit of it, maybe…one or two million, maybe…and use it, say, to pay the mortgages on some of the farms and, the farmers here, owe to the banks…“.) Diese Aussage wurde zwar angesichts der hungernden Bevölkerung Äthiopiens von vielen als unangemessen betrachtet und teils heftig kritisiert, führte schließlich aber dazu, dass ein Benefiz-Konzert Farm Aid organisiert wurde, das erstmals am 22. September 1985 in Champaign, Illinois, stattfand.
Am 4. Juni 1986 heiratete Dylan Carolyn Dennis, die für Dylan und weitere namhafte Künstler als Background-Sängerin aktiv war. Die gemeinsame Tochter Desiree Gabrielle Dennis-Dylan ist am 31. Januar 1986 zur Welt gekommen. Hochzeit wie Geburt wurden jedoch vor Bekannten und vor der Öffentlichkeit geheim gehalten, nur einige enge Freunde des Paares wussten davon. Erst 2001 machte Howard Sounes diese privaten Ereignisse in einer Biographie publik. Die Ehe wurde im Oktober 1992 geschieden. Am 17. September 1987 gab Dylan zusammen mit Roger McGuinn und Tom Petty & the Heartbreakers ein Konzert in Ost-Berlin im Treptower Park vor 70.000 Besuchern, nachdem der Kartenvorverkauf zu einem eigentlich für diesen Tag in der West-Berliner Waldbühne geplant gewesenen Konzert sehr schleppend angelaufen war.
Ab 1988 wirkte er neben Roy Orbison, Tom Petty und Jeff Lynne maßgeblich in der von George Harrison ins Leben gerufenen Gruppe Traveling Wilburys mit. Die Gruppe, die von 1988 bis 1990 Bestand hatte, produzierte zwei Studioalben. Seit 1988 befindet sich Dylan auf der inoffiziell so bezeichneten „Never Ending Tour“, die ihn schon mehrmals um den Erdball führte. Dabei gibt er im Schnitt über 100 Konzerte pro Jahr. Während Dylan in den ersten Jahren dieser Tour manche Stücke mit zumeist skurrilen Kommentaren einleitete, spricht er dabei, mit Ausnahme der Vorstellung der Bandmitglieder, oft so gut wie kein Wort und beschränkt sich allein auf das Singen und Musizieren. Gelegentlich findet er jedoch Gefallen daran, einen Witz einzustreuen. Fast jedes Dylan-Konzert der vergangenen Jahrzehnte (inzwischen sind es etwa 4000) wurde als sogenanntes Bootleg illegal mitgeschnitten. Die Mitschnitte werden in Fankreisen unter „Tape Tradern“ kostenlos getauscht.
Im Jahr 1988 wurde Bob Dylan in die Rock and Roll Hall of Fame aufgenommen. Sein Laudator war Bruce Springsteen, der zu Beginn seiner Karriere als „neuer Dylan“ bezeichnet worden war. 1989 gelang Dylan mit dem von Daniel Lanois in New Orleans produzierten Album Oh Mercy die Rückkehr zu alter Form, der Nachfolger Under the Red Sky (1990) war jedoch erneut eine Enttäuschung. 1991 wurde ihm ein weiterer Grammy für sein Lebenswerk verliehen. In der ersten Hälfte der 1990er Jahre veröffentlichte er keine neuen Kompositionen. 1992 und 1993 erschienen zwei Alben (Good as I Been to You, World Gone Wrong) mit Aufnahmen traditioneller Folk- und Bluessongs, die er solo, nur begleitet von Gitarre und Mundharmonika, einspielte.

### 1994–2022: Rückkehr

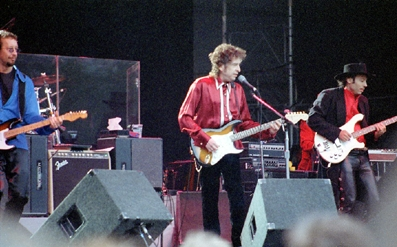
Bob Dylan, 1996

Im August 1994 trat Dylan auf dem Woodstock-II-Festival auf, einer Neuauflage des legendären Festivals von 1969. Sein Auftritt wurde zur Überraschung vieler Beobachter von dem überwiegend jugendlichen Publikum euphorisch aufgenommen. Im November 1994 nahm er ein Live-Album mit DVD für die MTV-Unplugged-Reihe auf. Ursprünglich hatte er vorgehabt, darauf alte Country- und Blues-Stücke zu spielen, die Produzenten wollten aber stattdessen einige seiner größten Hits. Dylan gab nach, und das Album wurde eines seiner finanziell erfolgreichsten und erreichte Platz 23 der US-amerikanischen Albumcharts. Der Verlag Random House veröffentlichte im selben Jahr unter dem Titel Drawn Blank einen Bildband mit Zeichnungen von Dylan, die er zwischen 1989 und 1992 angefertigt hatte. Sie zeigen seine Eindrücke vom Tourleben – Straßen, Hotelzimmer und Diners. Im Vorwort erwähnt er, dass das Zeichnen für ihn eine Möglichkeit sei, dem Alltagsleben zu entfliehen und zu entspannen.
1996 stimmte er der Verwendung seines Liedes The Times They Are a-Changin’ in Werbespots der Bank of Montreal und der Wirtschaftsprüfungsgesellschaft Coopers & Lybrand zu. 2004 stellte er für einen Werbespot von Victoria’s Secret nicht nur sein Lied Love Sick zur Verfügung, sondern trat auch als Akteur auf. 1997 veröffentlichte Dylan nach sieben Jahren erstmals wieder neue eigene Songs. Mit dem abermals von Daniel Lanois produzierten düsteren Album Time Out of Mind schaffte er ein Comeback. Für die Platte wurde er gleich mit drei Grammys ausgezeichnet, unter anderem für den Song Cold Irons Bound. Mit dem Song Things Have Changed für den Film Die WonderBoys gewann er im Jahr 2001 den Golden Globe Award und den Oscar für den besten Filmsong. 2000 erhielt er außerdem den inoffiziellen „Nobelpreis für Musik“, den Polar Music Prize.
1997 gab Dylan ein Konzert, bei dem Johannes Paul II. und Kardinal Ratzinger, der spätere Benedikt XVI., anwesend waren. Es fand während eines Internationalen Eucharistischen Kongresses in Bologna statt und wurde von 300.000 Menschen besucht. Dylan gab zu diesem Anlass Knockin’ on Heaven’s Door und seinen Anti-Kriegs-Klassiker A Hard Rain’s A-Gonna Fall sowie als Zugabe Forever Young zum Besten. 1998 ging er mit seinen Musikerkollegen Van Morrison und Joni Mitchell auf Tournee. Ein Jahr später begleitete ihn Paul Simon auf einer erfolgreichen US-Tournee, bei der jeder einen größeren eigenen Teil vortrug und vier Lieder gemeinsam gesungen wurden.
Im September 2001 erschien “Love and Theft”, eine von Publikum und Kritik begeistert aufgenommene Platte. Auf dem Album unternimmt Dylan eine Reise zu den Wurzeln der amerikanischen Musik. 2003 erschien der Spielfilm Masked and Anonymous, für den er zusammen mit Larry Charles das Drehbuch schrieb und in dem er die Hauptrolle übernahm. Für die Rollenbesetzung konnten zahlreiche Hollywoodstars gewonnen werden. Im Oktober 2004 erschien der erste Teil seiner auf drei Teile angelegten Autobiografie Chronicles: Volume One (Simon & Schuster) in Deutschland unter demselben Titel, übersetzt von Gerhard Henschel und Kathrin Passig. Gleichzeitig wurden seine Texte bis zum Album “Love and Theft” unter dem Titel Lyrics 1962–2001 veröffentlicht, in Deutschland in der – nach Vorgabe von Dylans Management wortgetreuen – Übersetzung von Gisbert Haefs (Hoffmann und Campe, 2004). Zur Vermarktung des Buches gab er im Dezember 2004 sein erstes Fernsehinterview seit 19 Jahren.
Im September 2005 wurde vom amerikanischen Sender PBS der Film No Direction Home – Bob Dylan im Zuge der Serie American Masters ausgestrahlt. Die Dokumentation über die Jahre 1959 bis 1966 wurde von Martin Scorsese produziert. Für den Film wurden hunderte Stunden unveröffentlichten Materials gesichtet und ein Interview mit Dylan geführt. Der im August 2005 erschienene Soundtrack zur Dokumentation ist gleichzeitig der siebte Teil der „Bootleg Series“. Von Mai 2006 bis April 2009 moderierte Dylan beim amerikanischen Radiosender XM Satellite Radio die wöchentlich gesendete einstündige Sendung Theme Time Radio Hour, die sich jeweils einem bestimmten Thema widmet. Er selbst wählte dafür die Musik aus, die überwiegend Lob erntete und ein Publikum erreichte, das weit über den Kreis der Dylan-Fans hinausging.
Im August 2006 erschien Dylans 32. Studioalbum Modern Times, das weltweit überwiegend auf sehr positives Echo stieß und mit dem er das erste Mal seit Desire (1976) wieder an die Spitze der US-Charts gelangte. Die Rückkehr auf Platz eins der US-Hitparade nach drei Jahrzehnten war bis dahin noch keinem lebenden Musiker gelungen. Ende Juni 2007 kündigte Dylan an, ein endgültiges Best-of-Album mit dem Titel Dylan zu veröffentlichen. Das Album kam im Oktober 2007 weltweit in den Handel und erschien in zwei Versionen: Eine Ausgabe enthält 18 der erfolgreichsten Dylan-Songs, die „Highlight Deluxe Edition“ umfasst 51 Tracks auf 3 CDs. Im April 2009 erschien ein Studioalbum mit dem Titel Together Through Life.
Im Oktober 2009 wurde ein weiteres Studioalbum veröffentlicht mit dem Titel Christmas in the Heart, das Weihnachtsklassiker wie Little Drummer Boy oder Winter Wonderland enthält. Der Erlös aus dem Verkauf der CD ging als Spende an das Welternährungsprogramm und die Organisation Crisis UK. Diese verteilen in der Weihnachtswoche rund 15.000 Mahlzeiten an Obdachlose. Im September 2012 erschien ein weiteres Studioalbum mit dem Titel Tempest. Im Sommer 2011 kam Dylan für einige Auftritte nach Europa, ebenso wie in den meisten der folgenden Jahre, zuletzt im Sommer 2019.
Im Februar 2015 veröffentlichte er sein 36. Studioalbum Shadows in the Night – ein Konzeptalbum mit Neuinterpretationen bekannter Sinatra-Stücke aus den 1950ern. 2016 und 2017 folgten mit Fallen Angels und Triplicate weitere Studioalben. Im Unterschied zu bisherigen Studioveröffentlichungen fokussierten die drei letztgenannten Alben fast ausschließlich auf Stücke aus dem Great American Songbook beziehungsweise von Frank Sinatra. Dylans Hinwendung zu der amerikanischen Unterhaltungsmusik vor Entstehung des Rock ’n’ Roll wurde teils zustimmend, teils jedoch auch skeptisch bewertet. Maik Brüggemeyer etwa schrieb, dass die Hinwendung zu der Vor-Rock’n’Roll-Ikone Sinatra auf viele seiner Fans befremdlich wirken müsse. Offensichtlich jedoch meine Dylan es ernst. Gesanglich habe er sich in der Zwischenzeit ebenfalls ganz auf dieses Repertoire eingestellt und zelebriere zwischenzeitlich auch seine Konzerte im Crooner-Stil.
Anfang März 2016 wurde bekannt, dass Dylan sein privates Archiv als Vorlass für 15 bis 20 Millionen Dollar an die Universität von Tulsa verkauft hat. Das Archiv umfasst etwa 6000 Objekte, darunter Gedichte, Briefe, Aufnahmen, Filme und Fotografien.
Im März 2020 veröffentlichte Dylan auf seinem YouTube-Kanal Murder Most Foul. Das über 16 Minuten lange Lied hat das Attentat auf John F. Kennedy und die Verletzungen zum Thema, die es im amerikanischen Selbstbewusstsein auslöste. Der Titel ist ein Zitat aus Shakespeares Hamlet (1. Akt, 5. Szene). Von vorsichtigen Klavier- und Geigenklängen begleitet, beschreibt Dylan die einschlägige Verschwörungstheorie und zeichnet mit zahlreichen Zitaten und Namensnennungen ein Bild der amerikanischen Popkultur.
Im April desselben Jahres folgte das Lied I Contain Multitudes, dessen Titel dem Gedicht Song of Myself von Walt Whitman entlehnt ist. Im Juni 2020 wurde schließlich das Album Rough and Rowdy Ways veröffentlicht, mit dem Dylan zum ersten Mal Platz eins der deutschen Media Control Charts erreichte. Außerdem belegte er damit den ersten Platz der Verkaufscharts in Großbritannien, sein neuntes Nummer-eins-Album in dem europäischen Inselstaat.
Im Dezember 2020 veräußerte Bob Dylan die Verlagsrechte an seinem aus über 600 Titeln bestehenden Werk an die Universal Music Group. Über den Kaufpreis machte das Unternehmen keine Angaben. Die New York Times, die den Deal als „may be the biggest acquisition ever of a single act’s publishing rights“ bezeichnete, schätzte den Betrag auf mehr als 300 Millionen Dollar. Vor dem Verkauf gehörte Dylan zu den wenigen Künstlern, die die Verlagsrechte für ihre Musik noch selbst kontrollierten.
Im Juli 2021 erschien der Konzertfilm Shadow Kingdom: The Early Songs of Bob Dylan. Regie führte Alma Har'el. Joachim Hentschel von der Süddeutschen Zeitung schrieb im Juli 2021 zur Inszenierung eine wohlwollende Kritik.
Am 1. November 2022 wurde zeitgleich im amerikanischen Original und in deutscher Übersetzung ein neues Buch von Bob Dylan veröffentlicht: The Philosophy of Modern Song, eine Sammlung von Reflexionen über 66 ausgewählte Songs.

## Bildende Kunst
Nebenher betätigt sich Dylan auch als Zeichner, Maler und Bildhauer. Auf seinen Reisen durch die USA, Mexiko, Europa und Asien fertigte er Zeichnungen an, überwiegend mit Bleistift und Kohle. Erste Schwarz-weiß-Zeichnungen wurden 1994 unter dem Titel Drawn Blank veröffentlicht. Im August 2007 wurde bekannt, dass Dylan diese Zeichnungen in einem aufwendigen Verfahren koloriert hat. Ausschlaggebend für diese künstlerische Umsetzung war das Interesse der Kunstsammlungen Chemnitz, welche dieses außermusikalische Werk Dylans mit seiner ersten Kunstausstellung The Drawn Blank Series – Aquarelle und Gouachen zwischen Oktober 2007 und Februar 2008 würdigen wollte. In dieser Ausstellung wurden 170 Aquarelle und Gouachen gezeigt. Aufgrund des großen Erfolges wurde die Ausstellung bis Ostern 2008 verlängert.
2013 zeigte Bob Dylan in der Londoner Halcyon Gallery selbst entworfene und geschweißte Gartentore.

## Bob DylansNever Ending Tour
Die Bezeichnung Never Ending Tour wurde 1989 vom Kritiker Adrian Deevoy in einem Interview geprägt. Die Tour begann 1988 und soll nach aktuellem Stand bis Ende 2025 dauern. Dylan spielt dabei jährlich weltweit um die 100 Konzerte. Am 16. Oktober 2007 soll Dylan gemäß der Website Still on the Road in Dayton, Ohio, das 2000. Konzert der Tour gespielt haben.
Dylans Einführung erfreute sich unter Fans großer Beliebtheit. Bis August 2002 lautete diese:

“Ladies and gentlemen, would you please welcome Columbia Recording Artist Bob Dylan.”

Ab dem 15. August 2002 wurde sie in Anlehnung an einen Zeitungsartikel geändert:

“Ladies and gentlemen, please welcome the poet laureate of rock ’n’ roll. The voice of the promise of the 60’s counterculture. The guy who forced folk into bed with rock. Who donned makeup in the 70's and disappeared into a haze of substance abuse. Who emerged to find Jesus. Who was written off as a has-been by the end of the 80’s, and who suddenly shifted gears releasing some of the strongest music of his career beginning in the late 90’s. Ladies and gentlemen – Columbia recording artist Bob Dylan!”

„Meine Damen und Herren, bitte begrüßen Sie den Dichterfürsten des Rock’n’Roll. Die Stimme des Versprechens der Gegenkultur der 60er Jahre. Der Mann, der Folk und Rock unter einen Hut gebracht hat. Der in den 1970ern Make-Up trug und im Drogensumpf abtauchte. Der daraus emporstieg und Jesus fand. Der am Ende der 80er schon abgeschrieben wurde und plötzlich eine ganz neue Richtung einschlug und in den späten 1990ern einige der größten Werke seiner Karriere veröffentlichte. Meine Damen und Herren: Der Columbia-Künstler Bob Dylan!“

Diese Konzerteinleitung wurde mit Beginn des Jahres 2012 ebenfalls abgeschafft. Eine Ankündigung des Künstlers findet derzeit nicht statt.
Aufgrund der Covid-19-Pandemie wurden bereits geplante Tourneen 2020 in Japan bzw. den USA abgesagt, so dass Dylan das erste Live-Konzert seit Dezember 2019 erst nach fast zweijähriger Unterbrechung am 2. November 2021 in Milwaukee geben konnte. Es war das erste Konzert der Rough and Rowdy Ways World Wide Tour, deren bislang letztes am 22. April 2025 in Williamsport, Pennsylvania stattfand. Im Herbst 2025 sind auch Konzerte in Europa geplant, darunter drei in Deutschland. Zusätzlich zu dieser Tour spielt Dylan 2025 auch Konzerte im Rahmen der von Willie Nelson organisierten Outlaw-Tournee.

## Einfluss auf die Popkultur
Dylan hat wie kaum ein anderer Musiker die Entwicklung der Popmusik seit den 1960er Jahren beeinflusst. Er schöpft aus dem Fundus traditioneller populärer amerikanischer Musik von Folk über Country bis zu Gospel, Blues und Rock ’n’ Roll. Das Erbe des sogenannten Americana bildet über seine gesamte Karriere den Nährboden seines Werks. Obgleich er sich diese Idiome teilweise erst im Laufe seiner Karriere angeeignet hat, ist es ihm immer wieder gelungen, sie entscheidend zu transformieren und zu erweitern. Eines seiner größten Verdienste ist, dass er mit einer starken Hinwendung auf die Texte seiner Lieder der modernen Rockmusik eine neue sprachliche Komplexität gegeben hat.
War die Rockmusik vor ihm vor allem durch triviale Liebeslieder geprägt (ein Sammler und Freund von Dylans Werken beschrieb diese Phase einmal als „Liebe und Triebe“), so wurde sie mit Dylan nicht nur, angelehnt an die sozialkritische Tradition der Folkmusik, politisch, sondern auch zu einem Medium ernst zu nehmender Poesie. Dylan etablierte den Popsong als ein Medium, mit dem individuelle Erfahrungen verarbeitet und mitgeteilt werden können. Einige von Dylans Texten gelten als Werke von höchstem literarischem Rang und waren Gegenstand intellektueller Diskussionen (beispielsweise Desolation Row, Like a Rolling Stone und Hurricane). Dylan hat damit einen bedeutenden Beitrag dazu geleistet, die populäre Rockmusik als ernsthafte Kunstform zu etablieren.
Ab 1996 wurde Dylan immer wieder als Anwärter auf den Literatur-Nobelpreis gesehen. Eine von den Schriftstellern John Bauldie und Allen Ginsberg geleitete Kampagne führte 1996 zu seiner ersten Nominierung. Unterstützt wurde sie auch von dem Literaturprofessor Gordon Ball, der Dylans Texte in ihrem „außergewöhnlich einfallsreichen Symbolismus“ mit Arthur Rimbaud und William Butler Yeats vergleicht. Für andere erweckt Dylans dunkle und assoziationsreiche Lyrik „immer wieder den Eindruck, als wisse er mehr, als könne er tiefer dringen und Antworten geben.“ Geschmälert wurden Dylans Chancen dadurch, dass seine Songs nur im weiteren Sinne als Literatur klassifiziert werden können, da sie erst durch die musikalische Darbietung ihre Wirkung ganz entfalten. 2016 erhielt er schließlich als erster Musiker den Literatur-Nobelpreis.
Dylans Hinwendung zu komplexen Texten und einer individuellen Spielweise der Rockmusik Mitte der 1960er Jahre fanden etwa zeitgleich mit nicht minder bedeutenden Innovationen anderer Popmusiker statt. In Großbritannien nahmen The Beatles mit Rubber Soul und Revolver zwei Alben auf, die sich sowohl musikalisch als auch textlich deutlich von dem bis dahin üblichen Niveau der gängigen Popmusik abhoben. In den USA experimentierten The Velvet Underground mit neuen musikalischen Formen und verarbeiteten literarische Themen in ihren Texten.
Selbst Brian Wilson von den Beach Boys – also ein Musiker, der bis dahin eigentlich auf einfachere Popsongs abonniert war – veröffentlichte gegen den Widerstand seiner Plattenfirma das Album Pet Sounds, das in seiner musikalischen Komplexität vieles der damals üblichen Popmusik in den Schatten stellte und ungewöhnlich melancholische und nachdenkliche Töne anschlug. Mit Dylan und diesen anderen, ebenfalls herausragenden Künstlern, erhielt die sich formierende und immer selbstbewusster artikulierende Gegenkultur auch eine künstlerische Stimme.
Dylan verwirklichte seine sich immer wieder wandelnden musikalischen und textlichen Vorstellungen (von idealistischen, explizit politischen Folksongs über surrealistische Rocknummern und sentimentalen Country-Songs bis zu gospeligen Predigten in Liedform) zwar mit Unterstützung seiner Plattenfirma, aber teilweise gegen einen erbitterten Widerstand seiner angestammten Fangemeinde. Dies verdeutlicht, wie sehr Dylan zu der Rolle des populären Rockmusikers als autonomer Künstler beigetragen hat. Immer wieder betonte er, wie wichtig traditionelle Folksongs für seine Entwicklung waren und sind. Oft zog er seine Inspiration aus Liedern aus der Zeit vor dem Zweiten Weltkrieg, die längst aus dem öffentlichen Bewusstsein verschwunden waren. Die dort verarbeiteten Mythen und Legenden der amerikanischen Kultur bilden einen Grundpfeiler seines Schaffens als Songwriter.
Deutlich erkennbar wurde dies bereits auf seiner ersten LP, auf der er größtenteils Traditionals spielte. Aber auch später trat dies immer wieder offen zu Tage, so auf The Basement Tapes und den beiden Anfang der 1990er Jahre veröffentlichten Soloalben sowie auf seinem Album “Love and Theft” von 2001. Das dort enthaltene Stück High Water (For Charlie Patton) bezog sich explizit auf Charley Pattons Bluessong High Water Everywhere aus dem Jahr 1929, der von der desaströsen und folgenschweren Mississippiflut 1927 erzählt. So wie es in diesen alten Liedern der amerikanischen Folklore durchaus üblich war, in den Texten reale Ereignisse zu thematisieren, so greift auch Dylan solche Themen in seinen Songs auf. Dies waren besonders in seiner frühen Karriere sozialkritische Themen, später zunehmend auch persönliche Erfahrungen.
Dylan hatte nie eine dem klassischen Schönheitsideal genügende, ausgebildete Singstimme. Seine Qualitäten als Sänger sind umstritten: Einige Kritiker schätzen seine ausdrucksstarke, absichtlich „unschöne“ Art zu singen, die ungewöhnliche Phrasierung voller rhythmischer Verschiebungen, seinen unverwechselbar selbstbewusst meckernden Sound; andere wiederum stört, dass Dylan (ursprünglich wohl, um die traditionellen Blues- und Folksongs der ersten Platten glaubwürdiger klingen zu lassen) mit einer künstlich aufgerauten, sozusagen verstellten Stimme singe.
Die Zeitschrift Time schrieb in den 1960er Jahren, seine Stimme klinge, „als käme sie über die Mauern eines Tuberkulose-Sanatoriums“. Dies änderte sich vorübergehend während seiner Country-Phase um 1970, als er beinahe glatt klang – nicht zuletzt deshalb, weil er vorübergehend das Rauchen aufgegeben hatte. Über die Jahre ist seine Stimme allerdings deutlich gealtert, so dass sie inzwischen einen geradezu krächzenden Klang hat, der ihr aber auch Charakter verleiht.
Seine Songs sind von zahlreichen Musikern aufgenommen worden. Hierzu gehören Joan Baez, Eric Clapton, The Byrds, Rod Stewart, Van Morrison, Joe Cocker, Johnny Cash, Jimi Hendrix, Bryan Ferry (der 2007 ein Album ausschließlich mit Dylan-Liedern mit dem Titel Dylanesque herausbrachte) und Elvis Presley. Zahlreiche Lieder Dylans sind erst durch die Aufnahmen anderer Musiker populär geworden, was auch an seiner wenig massenkompatiblen Stimme liegen mag, so beispielsweise It’s All Over Now, Baby Blue in der Fassung von Them, Mr. Tambourine Man von den Byrds, Blowin’ in the Wind von den Hollies, All Along the Watchtower in der Version von Jimi Hendrix, Mighty Quinn und Father of Night in den Interpretationen von Manfred Mann sowie Knockin’ on Heaven’s Door von Guns n’ Roses.
Auf viele Musiker hat Dylan einen prägenden Einfluss gehabt, unter anderem auf Van Morrison, The Beatles (die im Sommer 1964 erstmals Marihuana, angeboten von Bob Dylan in einer New Yorker Hotelsuite, rauchten), Steely Dan, Bruce Springsteen, Jimi Hendrix, Nick Cave oder neuere Singer-Songwriter aus der Alternative-Country-Richtung wie etwa den Texaner Hayes Carll. Er prägte auch deutsche Musiker wie etwa Wolfgang Niedecken (Leopardefell) und den österreichischen Liedermacher Wolfgang Ambros (Wie im Schlaf), die beide jeweils ein komplettes Album mit in (Kölsch und Wienerisch) übertragenen frühen Dylan-Songs veröffentlichten. Darüber hinaus zählte auch Falco, dessen Sarg zu den Klängen von It’s All Over Now, Baby Blue in die Erde gelassen wurde, Dylan zu seinen Vorbildern. Die Londoner Grime-Punkband Bob Vylan benannte sich 2017 nach Dylan (Wortspiel mit villain, ,Schurke‘).
Das Nachrichtenmagazin Newsweek fand für Dylans Bedeutung die Formulierung: „Er bedeutet für die Popmusik das Gleiche wie Einstein für die Physik“. In der vom US-Musikmagazin Rolling Stone veröffentlichten Liste der 500 besten Alben aller Zeiten ist Dylan mit zehn Alben vertreten (davon zwei in den Top 10), er liegt damit nur knapp hinter den Beatles mit elf Alben.

## Ehrungen
Dylan ist Träger zweier Ehrendoktortitel. Den ersten erhielt er 1970 von der Universität Princeton, den zweiten verlieh ihm am 23. Juni 2004 die schottische University of St Andrews, die ihn als „Ikone des 20. Jahrhunderts“ betitelte, dessen Lieder seine Zeit prägten, so wie auch die Zeit seine Lieder prägte. Bob Dylans Lyrik sei in den Anfängen von politischem Dialog durch Musik nicht mehr wegzudenken.
2001 gewann Dylan mit Things Have Changed aus dem Film Wonder Boys sowohl den Oscar als auch den Golden Globe Award für den besten Filmsong.
Am 8. April 2008 wurde die Verleihung des Pulitzer-Sonderpreises an Bob Dylan bekanntgegeben. Er erhielt den Preis für seinen besonderen Einfluss auf die Popkultur und seine „lyrischen Kompositionen“.
US-Präsident Barack Obama verlieh ihm 2009 in Abwesenheit die National Medal of Arts. Live 1966 (The Royal Albert Hall Concert) wurde in The Wire’s „100 Records That Set the World on Fire (While No One Was Listening)“ aufgenommen. 2011 wurde er in die American Academy of Arts and Sciences gewählt.

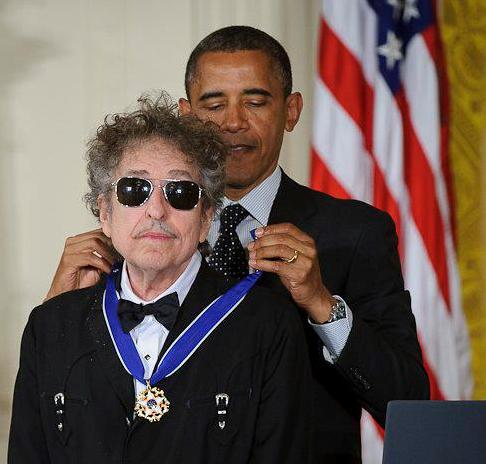
Bob Dylan bekommt von US-Präsident Obama die Presidential Medal of Freedom verliehen (2012).

2012 wurde Dylan mit der Presidential Medal of Freedom ausgezeichnet. 2013 wurde er in die American Academy of Arts and Letters aufgenommen, allerdings nur als Ehrenmitglied auf Lebenszeit, da sich die Akademie nicht einigen konnte, ob er mehr zu den Musikern oder eher zu den Literaten zu zählen sei.
Am 25. Mai 2013 nahm ihn die Frühjahrs-Mitgliederversammlung der Akademie der Künste Berlin als neues Mitglied in die Sektion Film- und Medienkunst auf.
Im November 2013 erhielt Dylan den französischen Orden der Ehrenlegion trotz der Ablehnung des Großkanzlers des Ordens, Jean-Louis Georgelin. Bei der Verleihung lobte Kulturministerin Aurélie Filippetti den Sänger als einzigartige Verkörperung der „subversiven Kraft der Kultur, die die Menschen und die Welt verändern kann“.
Die Schwedische Akademie gab am 13. Oktober 2016 ihre Entscheidung bekannt, Bob Dylan als erstem Singer-Songwriter und Dichter den Nobelpreis für Literatur „für seine poetischen Neuschöpfungen in der großen amerikanischen Songtradition“ zu verleihen. Auch eine Woche nach Bekanntgabe der Auszeichnung gelang es der Nobelpreisakademie nicht, mit Bob Dylan in Kontakt zu treten. Zwei Wochen nach Bekanntgabe der Verleihung gab Dylan an, der Preis sei ihm eine Ehre. Er werde ihn, wenn möglich, selbst in Empfang nehmen. Am 16. November sagte er seine Teilnahme an der Zeremonie der Preisverleihung am 10. Dezember ab. Stellvertretend nahm die Künstlerin Patti Smith für Bob Dylan in Stockholm den Nobelpreis entgegen. Sie trug zur Preisverleihung den Bob-Dylan-Song A Hard Rains A-Gonna Fall aus dem Jahr 1962 vor. Die Bankettansprache ließ Dylan schriftlich übermitteln, sodass sie von der US-Botschafterin für Schweden Azita Raji vorgetragen wurde. Darin beschreibt er seine Überraschung und seinen Dank dafür, dass das Komitee die Frage, ob seine Lieder Literatur seien, die er sich niemals selbst gestellt habe, auf diese Weise beantwortet hat. Am 1. April 2017 nahm Dylan in Stockholm den Preis bei einem Treffen mit Mitgliedern der Akademie und unter Ausschluss der Öffentlichkeit entgegen. Der Musiker und Poet hatte sich anlässlich eines Konzertes in der schwedischen Hauptstadt aufgehalten. Kurz vor Ablauf der Frist am 10. Juni 2017 lieferte er die Preisrede ab, die er am 4. Juni 2017 in Los Angeles aufgenommen hatte. Er spricht darin, von Klaviermusik unterlegt, über sein Verhältnis zur Literatur und seine prägenden Vorbilder. In einem 2022 veröffentlichten Buch zweifelte er an der Einordnung von Song-Lyrics in die Kategorie der Literatur. Songs, fasste sein Rezensent zusammen, ergeben erst „im Zusammenspiel mit der Musik ein Ganzes; ohne diese gelesen, wirken sie unvollständig und flach.“
Er ist nach George Bernard Shaw die zweite Person, die einen Nobelpreis und einen Oscar erhielt.
Der Rolling Stone listete Dylan 2010 auf Rang zwei der 100 größten Musiker (vor ihm sind nur die Beatles als Gruppe platziert), auf Rang sieben der 100 größten Sänger und 2015 auf Rang eins der 100 größten Songwriter aller Zeiten.
Am 9. Juni 2017 wurde ein Asteroid nach Bob Dylan benannt: (337044) Bobdylan.

## Diskografie
Studioalben

| Jahr | Titel                         | Höchstplatzierung, Gesamtwochen/‑monate, AuszeichnungChartplatzierungen (Jahr, Titel, Platzierungen, Wochen/Monate, Auszeichnungen, Anmerkungen) | Höchstplatzierung, Gesamtwochen/‑monate, AuszeichnungChartplatzierungen (Jahr, Titel, Platzierungen, Wochen/Monate, Auszeichnungen, Anmerkungen) | Höchstplatzierung, Gesamtwochen/‑monate, AuszeichnungChartplatzierungen (Jahr, Titel, Platzierungen, Wochen/Monate, Auszeichnungen, Anmerkungen) | Höchstplatzierung, Gesamtwochen/‑monate, AuszeichnungChartplatzierungen (Jahr, Titel, Platzierungen, Wochen/Monate, Auszeichnungen, Anmerkungen) | Höchstplatzierung, Gesamtwochen/‑monate, AuszeichnungChartplatzierungen (Jahr, Titel, Platzierungen, Wochen/Monate, Auszeichnungen, Anmerkungen) | Anmerkungen                                                             |
| Jahr | Titel                         | DE | AT | CH | UK | US | Anmerkungen                                                             |
| ---- | ----------------------------- | --- | --- | --- | --- | --- | ----------------------------------------------------------------------- |
| 1962 | Bob Dylan                     | DE39 (1 Wo.)DE | — | — | UK13 Silber · (6 Wo.)UK | — | Erstveröffentlichung: 19. März 1962 Verkäufe: + 60.000                  |
| 1963 | The Freewheelin’ Bob Dylan    | — | — | — | UK1 Platin · (49 Wo.)UK | US22 Platin · (32 Wo.)US | Erstveröffentlichung: 27. Mai 1963 Verkäufe: + 1.300.000                |
| 1964 | The Times They Are a-Changin’ | — | — | — | UK4 Gold · (20 Wo.)UK | US20 Gold · (21 Wo.)US | Erstveröffentlichung: 13. Januar 1964 Verkäufe: + 600.000               |
| 1964 | Another Side of Bob Dylan     | DE24 (1 Mt.)DE | — | — | UK8 Gold · (19 Wo.)UK | US43 Gold · (41 Wo.)US | Erstveröffentlichung: 8. August 1964 Verkäufe: + 600.000                |
| 1965 | Bringing It All Back Home     | — | — | — | UK1 Gold · (29 Wo.)UK | US6 Platin · (43 Wo.)US | Erstveröffentlichung: 22. März 1965 Verkäufe: + 1.100.000               |
| 1965 | Highway 61 Revisited          | DE28 (2 Wo.)DE | — | — | UK4 Platin · (16 Wo.)UK | US3 Platin · (47 Wo.)US | Erstveröffentlichung: 30. August 1965 Verkäufe: + 1.350.000             |
| 1966 | Blonde on Blonde              | — | — | — | UK3 Platin · (15 Wo.)UK | US9 ×2Doppelplatin · (34 Wo.)US | Erstveröffentlichung: 20. Juni 1966 Verkäufe: + 2.300.000               |
| 1967 | John Wesley Harding           | — | — | — | UK1 Gold · (29 Wo.)UK | US2 Platin · (52 Wo.)US | Erstveröffentlichung: 27. Dezember 1967 Verkäufe: + 1.100.000           |
| 1969 | Nashville Skyline             | DE24 (1 Mt.)DE | — | — | UK1 Gold · (42 Wo.)UK | US3 Platin · (47 Wo.)US | Erstveröffentlichung: 9. April 1969 Verkäufe: + 1.150.000               |
| 1970 | Self Portrait                 | DE29 (½ Mt.)DE | — | — | UK1 (15 Wo.)UK | US4 Gold · (22 Wo.)US | Erstveröffentlichung: 8. Juni 1970 Verkäufe: + 500.000                  |
| 1970 | New Morning                   | — | — | — | UK1 Silber · (11 Wo.)UK | US7 Gold · (23 Wo.)US | Erstveröffentlichung: 21. Oktober 1970 Verkäufe: + 560.000              |
| 1973 | Pat Garrett & Billy the Kid   | — | — | — | UK29 (11 Wo.)UK | US16 Gold · (30 Wo.)US | Erstveröffentlichung: 13. Juli 1973 Verkäufe: + 500.000                 |
| 1973 | Dylan                         | — | — | — | — | US17 Gold · (15 Wo.)US | Erstveröffentlichung: 16. November 1973 Verkäufe: + 500.000             |
| 1974 | Planet Waves                  | DE34 (3 Wo.)DE | AT4 (3 Mt.)AT | — | UK3 Silber · (8 Wo.)UK | US1 Gold · (21 Wo.)US | Erstveröffentlichung: 17. Januar 1974 Verkäufe: + 560.000; mit The Band |
| 1975 | Blood on the Tracks           | DE45 (½ Mt.)DE | — | — | UK4 Platin · (16 Wo.)UK | US1 ×2Doppelplatin · (25 Wo.)US | Erstveröffentlichung: 17. Januar 1975 Verkäufe: + 2.400.000             |
| 1975 | The Basement Tapes            | — | — | — | UK8 Gold · (10 Wo.)UK | US7 Gold · (14 Wo.)US | Erstveröffentlichung: 26. Juni 1975 Verkäufe: + 600.000; mit The Band   |
| 1976 | Desire                        | DE11 Gold · (2½ Mt.)DE | AT3 (3 Mt.)AT | — | UK3 Gold · (36 Wo.)UK | US1 ×2Doppelplatin · (35 Wo.)US | Erstveröffentlichung: 5. Juni 1976 Verkäufe: + 2.800.000                |
| 1978 | Street Legal                  | DE16 (3 Mt.)DE | AT7 (5 Mt.)AT | — | UK2 Platin · (20 Wo.)UK | US11 Gold · (23 Wo.)US | Erstveröffentlichung: 15. Juni 1978 Verkäufe: + 1.050.000               |
| 1979 | Slow Train Coming             | DE22 (3 Mt.)DE | AT11 (2 Mt.)AT | — | UK2 Gold · (13 Wo.)UK | US3 Platin · (26 Wo.)US | Erstveröffentlichung: 20. August 1979 Verkäufe: + 1.608.000             |
| 1980 | Saved                         | DE41 (7 Wo.)DE | AT14 (1½ Mt.)AT | — | UK3 Silber · (8 Wo.)UK | US24 (11 Wo.)US | Erstveröffentlichung: 20. Juni 1980 Verkäufe: + 60.000                  |
| 1981 | Shot of Love                  | DE50 (4 Wo.)DE | AT20 (½ Mt.)AT | — | UK6 Silber · (8 Wo.)UK | US33 (9 Wo.)US | Erstveröffentlichung: 12. August 1981 Verkäufe: + 110.000               |
| 1983 | Infidels                      | DE31 (8 Wo.)DE | AT20 (½ Mt.)AT | CH9 (14 Wo.)CH | UK9 Silber · (12 Wo.)UK | US20 Gold · (24 Wo.)US | Erstveröffentlichung: 27. Oktober 1983 Verkäufe: + 710.000              |
| 1985 | Empire Burlesque              | DE27 (8 Wo.)DE | AT12 (2 Mt.)AT | CH6 (11 Wo.)CH | UK11 (6 Wo.)UK | US33 (17 Wo.)US | Erstveröffentlichung: 8. Juni 1985 Verkäufe: + 70.000                   |
| 1986 | Knocked Out Loaded            | DE50 (3 Wo.)DE | AT24 (1 Mt.)AT | CH18 (6 Wo.)CH | UK35 (5 Wo.)UK | US53 (13 Wo.)US | Erstveröffentlichung: 14. Juli 1986                                     |
| 1988 | Down in the Groove            | DE55 (4 Wo.)DE | — | CH18 (3 Wo.)CH | UK32 (3 Wo.)UK | US61 (10 Wo.)US | Erstveröffentlichung: 31. Mai 1988                                      |
| 1989 | Oh Mercy                      | DE37 (13 Wo.)DE | — | CH4 Gold · (11 Wo.)CH | UK6 Gold · (7 Wo.)UK | US30 (23 Wo.)US | Erstveröffentlichung: 18. September 1989 Verkäufe: + 210.000            |
| 1990 | Under the Red Sky             | DE52 (7 Wo.)DE | AT23 (4 Wo.)AT | CH7 Gold · (10 Wo.)CH | UK13 Silber · (3 Wo.)UK | US38 (11 Wo.)US | Erstveröffentlichung: 11. September 1990 Verkäufe: + 85.000             |
| 1992 | Good as I Been to You         | DE68 (9 Wo.)DE | AT34 (1 Wo.)AT | CH19 (9 Wo.)CH | UK18 (3 Wo.)UK | US51 (8 Wo.)US | Erstveröffentlichung: 27. Oktober 1992                                  |
| 1993 | World Gone Wrong              | — | — | CH40 (2 Wo.)CH | UK35 (2 Wo.)UK | US70 (4 Wo.)US | Erstveröffentlichung: 26. Oktober 1993 Grammy                           |
| 1997 | Time Out of Mind              | DE6 (15 Wo.)DE | AT12 (11 Wo.)AT | CH12 (7 Wo.)CH | UK10 Gold · (8 Wo.)UK | US10 Platin · (29 Wo.)US | Erstveröffentlichung: 30. September 1997 Verkäufe: + 1.225.000; Grammy  |
| 2001 | “Love and Theft”              | DE4 (9 Wo.)DE | AT2 (9 Wo.)AT | CH3 Gold · (9 Wo.)CH | UK3 Gold · (6 Wo.)UK | US5 Gold · (26 Wo.)US | Erstveröffentlichung: 11. September 2001 Verkäufe: + 650.000; Grammy    |
| 2006 | Modern Times                  | DE2 Gold · (22 Wo.)DE | AT1 (13 Wo.)AT | CH1 Gold · (11 Wo.)CH | UK3 Platin · (20 Wo.)UK | US1 Platin · (27 Wo.)US | Erstveröffentlichung: 29. August 2006 Verkäufe: + 1.645.000             |
| 2009 | Together Through Life         | DE2 (10 Wo.)DE | AT1 (9 Wo.)AT | CH2 (9 Wo.)CH | UK1 Gold · (8 Wo.)UK | US1 (15 Wo.)US | Erstveröffentlichung: 28. April 2009 Verkäufe: + 107.500                |
| 2009 | Christmas in the Heart        | DE37 (7 Wo.)DE | AT44 (8 Wo.)AT | CH80 (2 Wo.)CH | UK40 Silber · (7 Wo.)UK | US23 (11 Wo.)US | Erstveröffentlichung: 13. Oktober 2009 Verkäufe: + 60.000               |
| 2012 | Tempest                       | DE2 (8 Wo.)DE | AT1 Gold · (9 Wo.)AT | CH2 (8 Wo.)CH | UK3 Gold · (7 Wo.)UK | US3 (11 Wo.)US | Erstveröffentlichung: 11. September 2012 Verkäufe: + 127.500            |
| 2015 | Shadows in the Night          | DE6 (5 Wo.)DE | AT3 (7 Wo.)AT | CH2 (6 Wo.)CH | UK1 (5 Wo.)UK | US7 (8 Wo.)US | Erstveröffentlichung: 3. Februar 2015                                   |
| 2016 | Fallen Angels                 | DE7 (4 Wo.)DE | AT1 (7 Wo.)AT | CH4 (5 Wo.)CH | UK5 (3 Wo.)UK | US7 (3 Wo.)US | Erstveröffentlichung: 20. Mai 2016                                      |
| 2017 | Triplicate                    | DE7 (4 Wo.)DE | AT4 (6 Wo.)AT | CH10 (4 Wo.)CH | UK17 (2 Wo.)UK | US37 (1 Wo.)US | Erstveröffentlichung: 31. März 2017                                     |
| 2020 | Rough and Rowdy Ways          | DE1 (14 Wo.)DE | AT1 (12 Wo.)AT | CH1 (18 Wo.)CH | UK1 Gold · (9 Wo.)UK | US2 (4 Wo.)US | Erstveröffentlichung: 19. Juni 2020 Verkäufe: + 100.000                 |
| 2023 | Shadow Kingdom                | DE10 (4 Wo.)DE | AT4 (3 Wo.)AT | CH3 (5 Wo.)CH | UK14 (1 Wo.)UK | US71 (1 Wo.)US | Erstveröffentlichung: 2. Juni 2023                                      |

grau schraffiert: keine Chartdaten aus diesem Jahr verfügbar

## Radiosendungen
- 2006 bis 2009 für den Sirius-Satellitenradiosender: Theme Time Radio Hour für Subskribenten unter www.siriusxm.com/deeptracks nachzuhören.[92][142]

## Bühnenbearbeitung
- 2008: Dylan – The times they are a-changing; biografisch-musikalische Revue von Heiner Kondschak (Regie und musikalische Leitung)[143]

## Filme
- 1967: Dont Look Back. Dokumentarfilm über Dylans Großbritannien-Tournee im Jahr 1965. Regie: D. A. Pennebaker
- 1972: Eat the Document. Dokumentation von Dylans 1966er England-Tournee. Regie: Bob Dylan und Howard Alk, Kamera: Bob Dylan und D. A. Pennebaker
- 1973: Pat Garrett jagt Billy the Kid (Pat Garrett and Billy the Kid). Soundtrack: Bob Dylan; Dylan spielt den „Alias“
- 1978: Renaldo und Clara (Renaldo and Clara)
- 1987: Hearts of Fire, mit Rupert Everett und Fiona, Regie: Richard Marquand
- 1990: Catchfire. Dylan spielt in einer kleinen Rolle einen Künstler. Zur Besetzung gehören auch Dennis Hopper, Jodie Foster, Fred Ward, Joe Pesci, Dean Stockwell, John Turturro und Vincent Price.
- 2003: Masked and Anonymous. Dylan agiert neben Penélope Cruz, Jeff Bridges, Jessica Lange, Angela Bassett, John Goodman, Val Kilmer, Michael Paul Chan, Ed Harris und Fred Ward. Dylan spielt einen aus dem Gefängnis entlassenen Musiker, der Soundtrack enthält viele Dylan-Songs.
- 2005: No Direction Home – Bob Dylan. Bob-Dylan-Porträt von Martin Scorsese.
- 2007: The other Side of the Mirror. Drei Konzerte vom Newport Festival 1963 bis 1965. Dokumentarfilm von Murray Lerner.
- 2007: Todd Haynes drehte im Juli 2006 in Montreal den Film I’m Not There, der am 4. September 2007 auf den Internationalen Filmfestspielen von Venedig Weltpremiere hatte. Bob Dylan spielte selbst nicht mit, er wird von verschiedenen Schauspielern wie Richard Gere oder Cate Blanchett verkörpert.
- 2024: Like A Complete Unknown, Spielfilm inszeniert von James Mangold, basierend auf einer literarischen Vorlage von Elijah Wald. Dylan wird von Timothée Chalamet gespielt.

## Schriften
- Tarantula. The Macmillan Company, 1971. Reprint: Scribner, New York 2004, ISBN 0-7432-3041-8.
  - Wolfgang Smejkal (Hrsg.): Tarantula / Tarantel. Zweisprachige Ausgabe. Aus dem Amerikanischen von Carl Weissner. Hannibal, St. Andrä-Wördern 1995, ISBN 3-85445-100-8. (In der Reihe: Hannibal media classics; Rockbiographien, Rockgeschichte.)
  - Tarantel. Aus dem Amerikanischen von Carl Weissner. Revidiert und mit einem Nachwort versehen von Heinrich Detering. Hoffmann und Campe, Hamburg 2016, ISBN 978-3-455-00116-7.
- Writings and Drawings. Alfred A. Knopf, New York 1973.
  - Texte und Zeichnungen. Zweisprachige Ausgabe. Aus dem Amerikanischen von Carl Weissner. Zweitausendeins, Frankfurt am Main 1975.
- Lyrics 1962–1985 (Includes all of Writings and Drawings. Plus 120 new Writings). Alfred A. Knopf, New York 1985, ISBN 0-394-54278-9.
  - Songtexte 1962–1985. Zweisprachige Ausgabe. Hrsg.: Walter Hartmann. Aus dem Amerikanischen von Carl Weissner. Zweitausendeins, Frankfurt am Main 1987.
- Lyrics – 1962–2001. Simon & Schuster, London 2004, ISBN 0-7432-3101-5.
  - Lyrics 1962–2001. Sämtliche Songtexte. Zweisprachige Ausgabe. Aus dem Amerikanischen von Gisbert Haefs. Hoffmann und Campe, Hamburg 2004, ISBN 3-455-01591-3.
- Chronicles, Volume One. Simon & Schuster, New York 2004, ISBN 0-7434-7864-9.
  - Chronicles, Volume One. Aus dem Amerikanischen von Gerhard Henschel und Kathrin Passig. Hoffmann und Campe, Hamburg 2004, ISBN 3-455-09385-X.
- The Lyrics – 1961–2012. Edition November 2016: annotated, illustrated. Simon & Schuster, New York, 2016, ISBN 978-1-4516-4876-8.
  - Lyrics. Sämtliche Songtexte 1962–2012. Zweisprachige Ausgabe. Aus dem Amerikanischen von Gisbert Haefs. Hoffmann und Campe, Hamburg 2016, ISBN 978-3-455-00016-0.
- The Nobel Lecture. Simon & Schuster, New York 2017, ISBN 978-1-5011-8940-1.
  - Die Nobelpreis-Vorlesung. Aus dem Amerikanischen von Heinrich Detering. Hoffmann und Campe, Hamburg 2017, ISBN 978-3-455-00343-7.
- The Philosophy of Modern Song. Simon & Schuster, London 2022, ISBN 978-1-398-51941-1.
  - Die Philosophie des modernen Songs. Aus dem Amerikanischen übersetzt von Conny Lösch. C. H. Beck, München 2022, ISBN 978-3-406-79284-7.

Ausgewählte Texte in Einzelausgaben
- Eleven Outlined Epitaphs / Elf Entwürfe für meinen Grabspruch. Zweisprachige Ausgabe. Aus dem Amerikanischen von Wolf Biermann. Kiepenheuer und Witsch, Köln 2003, ISBN 3-462-03306-9.
- Hollywood Foto-Rhetoric. The Lost Manuscript. Mit Fotografien von Barry Feinstein. Simon & Schuster, New York City, USA 2010, ISBN 978-1-4391-1255-7 (englisch).
- Blowin’ in the Wind. Mit Bildern von Jon J. Muth, einem Nachwort von Greil Marcus und CD. Sterling, New York 2011, ISBN 978-1-4027-8002-8 (englisch).

Übersetzungen ins Deutsche
- Bob Dylan: Poesiealbum 189. Zweisprachige Ausgabe. Verlag Neues Leben, Berlin 1983, ISBN 90-805897-6-4.
- Bob Dylan: Songtexte 1962–1985. Deutsch von Carl Weissner und Walter Hartmann. Zweitausendeins, Frankfurt 1987, ISBN 3-86150-052-3 (zeilenweise und „reimgetreue“ Gegenüberstellung der englischen und deutschen Texte).
- Bob Dylan. (= Poesiealbum, 189/2). Lyrikauswahl und Nachdichtung von Heinrich Detering, Grafik von Richard Lindner. Märkischer Verlag, Wilhelmshorst 2016; poesiealbum.info
- Bob Dylan: Planetenwellen. Gedichte und Prosa. Übersetzt und kommentiert von Heinrich Detering. Hoffmann und Campe, Hamburg 2017, ISBN 978-3-455-00118-1.

## Ausstellungen
- How Many Roads: Bob Dylan and His Changing Times, 25. August bis 15. Oktober 2025 in The Gallatin Galleries, Greenwich Village, New York

## Malerei
- The Drawn Blank Series (Aquarelle und Gouachen). Prestel, München 2007, ISBN 978-3-7913-3944-3 (Anlässlich der Ausstellung: Bob Dylan. The Drawn Blank Series, in den Kunstsammlungen Chemnitz vom 28. Oktober 2007 bis 3. Februar 2008; herausgegeben von Ingrid Mössinger und Kerstin Drechsel, übersetzt von Irmgard Hölscher und Eva Moldenhauer).
- The Brazil Series. Prestel, München 2010, ISBN 978-3-7913-5098-1 (mit Beiträgen von John Elderfield und Kasper Monrad).

### Sekundär
-- alphabetisch, autorenbezogen --
- Günter Amendt: Reunion sundown. Jokerman 84 revisits Highway 61. Eine Robertage über Dylans Europa-Tournee 1984. Zweitausendeins, Frankfurt am Main 1985.
- Günter Amendt: The never ending tour. Günter Amendt über Bob Dylan. Konkret-Literatur-Verlag, Hamburg 1991, ISBN 3-89458-104-2.
- Günter Amendt: Back to the Sixties. Bob Dylan zum Sechzigsten. Konkret-Literatur-Verlag, Hamburg 2001, ISBN 3-89458-199-9.
- Olaf Benzinger: Bob Dylan. Seine Musik und sein Leben. dtv, München 2006, ISBN 3-423-24548-4.
- Olaf Benzinger: Bob Dylan. Die Geschichte seiner Musik. dtv, München 2011, ISBN 978-3-423-34673-3.
- Uwe Birnstein: Forever Young, Bob Dylan! Wie der Rock-Rebell Gott sucht, Eigensinn lebt und den Frieden besingt. Verlag Neue Stadt, München / Zürich / Wien 2021, ISBN 978-3-7346-1268-8.
- Gottfried Blumenstein: Mr. Tambourine Man. Leben und Musik von Bob Dylan. 2. Auflage. Henschel Verlag, Berlin 1995, ISBN 3-89487-214-4.
- Betsy Bowden: Performed Literature. Words and Music by Bob Dylan. Indiana University Press, Bloomington 1982, ISBN 0-253-34347-X.
- Heinrich Detering: Bob Dylan. 4. Auflage. Reclam, Stuttgart 2016, ISBN 978-3-15-011053-9.
- Heinrich Detering: Die Stimmen aus der Unterwelt. Bob Dylans Mysterienspiele. C. H. Beck, München 2016, ISBN 978-3-406-68876-8.
- Michael Endepols: Bob Dylan von A bis Z. Reclam, Ditzingen 2011, ISBN 978-3-15-020225-8.
- Michael Gray: Song & Dance Man III – The Art of Bob Dylan. Continuum International, London / New York 2000, ISBN 0-8264-5150-0.
- Michael Gray: The Bob Dylan Encyclopedia. Continuum International, London / New York 2006, ISBN 0-8264-6933-7.
- David Hajdu: Positively 4th Street: The Lives and Times of Joan Baez, Bob Dylan, Mimi Baez Fariña and Richard Fariña. Farrar, Straus & Giroux, New York 2001, ISBN 0-312-68069-4.
- Clinton Heylin: Bob Dylan: A Life in Stolen Moments – Day by Day, 1941–1995. Schirmer Trade Books, 1996, ISBN 0-02-864676-2.
- Clinton Heylin: Dylan: Behind Closed Doors – The Recording Sessions, 1960–1994. Penguin Books, London 1996, ISBN 0-14-025749-7.
- Clinton Heylin: Bob Dylan: Behind The Shades – The 20th Anniversary Edition. Faber and Faber, London 2011, ISBN 978-0-571-27240-2.
- Clinton Heylin: Trouble In Mind – Bob Dylan’s Gospel Years – What Really Happened. Lesser Gods, New York, 2017, ISBN 978-1-944713-29-4.
  - Clinton Heylin: Dylan. Gospel. Die rauen Töne der wahren Geschichte. Aus dem Englischen von Christian Rendel. Fontis-Verlag, Kreuzlingen 2018, ISBN 978-3-03848-147-8.
- Axel Honneth, Peter Kemper, Richard Klein (Hrsg.): Bob Dylan. Ein Kongreß. Ergebnisse des internationalen Bob Dylan-Kongresses 2006 in Frankfurt am Main. Suhrkamp Verlag (edition suhrkamp 2507), Frankfurt am Main 2007, ISBN 978-3-518-12507-6, Inhaltsverzeichnis.
- Richard Klein: Die Herausforderung Bob Dylan. In: Merkur. Deutsche Zeitschrift für europäisches Denken. 56 (2002), Nr. 643, S. 1018–1024.
- Richard Klein: Dylan in Manchester 1966. Ästhetisch-politische Hintergründe eines Eklats. In: Musik & Ästhetik. 2003, 7, Nr. 27, S. 5–29.
- Richard Klein: Kreuzzug als Kunstexplosion. Bob Dylans Wendung zur Gospelmusik. In: WestEnd. Neue Zeitschrift für Sozialforschung. 2006, 3, Heft 1, S. 146–157.
- Richard Klein: My Name It Is Nothin'. Bob Dylan. Nicht Pop Nicht Kunst. Lukas Verlag, Berlin 2006, ISBN 3-936872-45-7.
- Richard Klein: Das Narrative der Stimme Bob Dylans. In: Christian Bielefeldt, Udo Dahmen, Rolf Grossmann (Hrsg.): PopMusicology. Perspektiven der Popmusikwissenschaft(en). Transcript, Bielefeld 2007, ISBN 978-3-89942-603-8, S. 220–240.
- Walter Liederschmitt: Bob Dylan – alles in allem. éditions trèves, Trier 1992, ISBN 3-88081-275-6.
- Greil Marcus: Bob Dylan by Greil Marcus. PublicAffairs, New York 2010, ISBN 978-1-58648-831-4.
  - Greil Marcus über Bob Dylan. Aus dem Amerikanischen von Fritz Schneider. Edel Books, Hamburg 2013, ISBN 978-3-8419-0137-8.
- Greil Marcus: Folk Music – A Bob Dylan Biography in Seven Songs. Yale University Press 2022, ISBN 978-0-300-25531-7.
- Philippe Margotin, Jean-Michel Guesdon: Bob Dylan. Alle Songs. Die Geschichten hinter den Tracks. Delius Klasing, Bielefeld 2015, ISBN 978-3-667-10286-7.
- Tino Markworth: Bob Dylan. Rowohlt, Reinbek 2011, ISBN 978-3-499-50560-7.
- Wilfrid Mellers: A Darker Shade of Pale. A Backdrop to Bob Dylan. Faber and Faber, London 1984, ISBN 0-571-13345-2.
- Petra Mittelstenscheidt: Dylanfotos. In: Musik & Ästhetik. 13 (2009), Nr. 50, S. 99 f.
- Petra Mittelstenscheidt: Bob Dylan – Stimme und Gesicht. In: Musik & Ästhetik. 2009, 13, Nr. 51, S. 31–40.
- Ingrid Mössinger / Kunstsammlungen Chemnitz (Hrsg.): Bob Dylan Face Value. Sandstein Verlag, Dresden 2016, ISBN 978-3-95498-237-0.
- Wolfgang Niedecken: Wolfgang Niedecken über Bob Dylan. Kiepenheuer & Witsch, Köln 2021, ISBN 978-3-462-00120-4 (= KiWi Musikbibliothek, Band 11).
- Bob Dylan: 40 Jahre Rolling Stone-Interviews. Die 100 besten Songs. Rolling Stone–Sonderausgabe. Axel Springer Mediahouse, Berlin 2013, ISSN 1612-9563.
- Jens Rosteck: Bob Dylan – Leben, Werk, Wirkung. Suhrkamp, Frankfurt am Main 2006, ISBN 3-518-18218-8.
- Giaco Schiesser: Der Soundtrack des Lebens. Bob Dylans Theme Time Radio Hour und das Unheimliche Amerikas. In: Olaf Knellessen, Giaco Schiesser, Daniel Strassberg (Hrsg.): Serialität. Wissenschaften, Künste, Medien. Turia + Kant, Wien 2015, ISBN 978-3-85132-766-3.
- Mathias R. Schmidt: Bob Dylans „message songs“ der Sechziger Jahre und die anglo-amerikanische Tradition des sozialkritischen Liedes. (= Europäische Hochschulschriften. Reihe 14: Angelsächsische Sprache und Literatur. Band 108; Dissertation der Universität Marburg.) Lang, Frankfurt am Main / Bern 1982, ISBN 3-8204-7220-7.
- Mathias R. Schmidt: Bob Dylan und die sechziger Jahre. Aufbruch und Abkehr. Fischer Taschenbuch, Frankfurt am Main 1983, ISBN 3-596-22987-1.
- Siegfried Schmidt-Joos: Bob Dylan. Songs auf dem Hochseil. In: Siegfried Schmidt-Joos: My Back Pages. Idole und Freaks, Tod und Legende in der Popmusik. Lukas Verlag, Berlin 2004, ISBN 3-936872-19-8.
- Stephen Scobie: Alias Bob Dylan. Red Deer College, Red Deer 1991.
- Robert Shelton: Bob Dylan: Sein Leben und seine Musik. Goldmann, München 1988, ISBN 3-442-32541-2.
- Robert Shelton: Bob Dylan. No Direction Home. Sein Leben, seine Musik 1941–1978. Aus dem Englischen von Gisbert Haefs. Edel Germany, Hamburg 2011, ISBN 978-3-8419-0065-4.
- Howard Sounes: Down the Highway: The Life of Bob Dylan. Black Swan, London 2001, ISBN 0-552-99929-6 (englisch).
- Klaus Theweleit (Herausgeber und Vorwort): How Does It Feel. Das Bob-Dylan-Lesebuch. Rowohlt Verlag, Berlin 2011, ISBN 978-3-87134-718-4.
- Knut Wenzel: Hobo Pilgrim. Bob Dylans Reise durch die Nacht. Matthias Grünewald Verlag, Ostfildern 2011, ISBN 978-3-7867-2876-4.
- Sean Wilentz: Bob Dylan in America. Doubleday, New York 2010, ISBN 978-0-385-52988-4.
  - Sean Wilentz: Bob Dylan und Amerika. Aus dem Amerikanischen von Bernhard Schmid. Reclam, Stuttgart 2012, ISBN 978-3-15-010869-7.
- Paul Williams: Forever Young. Die Musik von Bob Dylan 1974–1986. Vorwort von Günter Amendt. Aus dem Amerikanischen von Kathrin Razum. Palmyra, Heidelberg 2006, ISBN 3-930378-66-3.
- Willi Winkler: Bob Dylan. Ein Leben. Rowohlt, Reinbek 2011, ISBN 978-3-499-62716-3.
- Harm-Peer Zimmermann, Sonja Windmüller (Hrsg.): Sound des Wunderhorns. Kulturwissenschaftliche Resonanzen auf Bob Dylan. Panama Verlag, Berlin 2014, ISBN 978-3-938714-30-0.

### Bildbände
- Rainer Bratfisch u. a. (Texte): Bob Dylan: Bilder eines Lebens. Die frühen Jahre. Schwarzkopf & Schwarzkopf Verlag, Berlin 2011, ISBN 978-3-86265-045-3.
- Mark Davidson, Parker Fishel (Texte, Hrsg.): Mixing up the Medicine. Treasures from Bob Dylan Centre Tulsa. Ausstellungskatalog,[144] Callaway Arts & Entertainment Oktober 2023,[145][146] ISBN 978-1-73453-779-6.
  - Deutsch: Pieke Biermann, Harriet Fricke, Brigitte Jakobeit, Miriam Mandelkow, Hella Reese, Ulrike Strerath-Bolz (Übersetzung): Bob Dylan. Mixing Up The Medicine. Unveröffentlichte Fotos und Zeugnisse aus dem Bob Dylan-Archiv von 1941 bis heute.[71] Droemer, München 2023, ISBN 978-3-426-27915-1.
- Barry Feinstein, Daniel Kramer, Jim Marshall: Early Dylan. Photographien. Vorwort von Arlo Guthrie. 'Schirmer/Mosel Verlag, München 1999, ISBN 3-88814-508-2.
- Jerry Schatzberg (Texte und Photographien): Thin Wild Mercury. Genesis Publications, Guildford 2006, ISBN 0-904351-99-8.
- Richard Williams (Texte): Bob Dylan: Eine Bildbiographie. Heyne Verlag, München 1992, ISBN 3-453-05923-9.